# Uniform m/1779

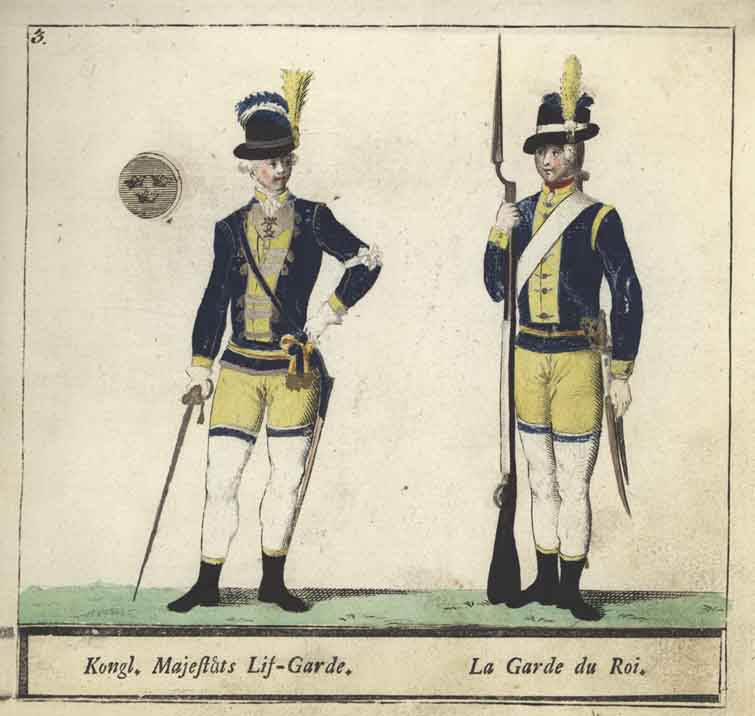
Uniform m/1779 för Livgardet. Teckning av Carl Gustaf Roos.

Uniform m/1779 var ett uniformssystem som användes inom Krigsmakten. Uniformssystemet användes av alla vapenslag, förutom de utländska värvade regementena som fortsatte använda uniformer av kontinentalt snitt. Uniformen är baserad på den av Gustav III instiftade Nationella dräkten som kom 1778. Modell 1779 är ett av de uniformssystem som brukar hänföras till samlingsbeteckningen modell äldre.
Infanteriets uniformer var redan innan införandet av m/1779 ganska enhetliga, de flesta regementena bar uniform m/1765. Kavalleriet bar den något äldre uniform m/1756 som var en utvecklad variant på den gamla karolinska enhetsuniformen. Uniform m/1779 utvecklades och ändrades över tid, främst avseende vapenrockens längd. Systemet började fasas ut under 1790-talet, då man införde en vidareutveckling uniform m/1792, uniformen och dess persedlar försvann troligen helt i och med införandet av uniform m/1802.

## Utformning
Uniform m/1779 bestod av vapenrock, knäbyxor, väst, charivader (benbeklädnad), hatt samt kängor.

### Vapenrocken

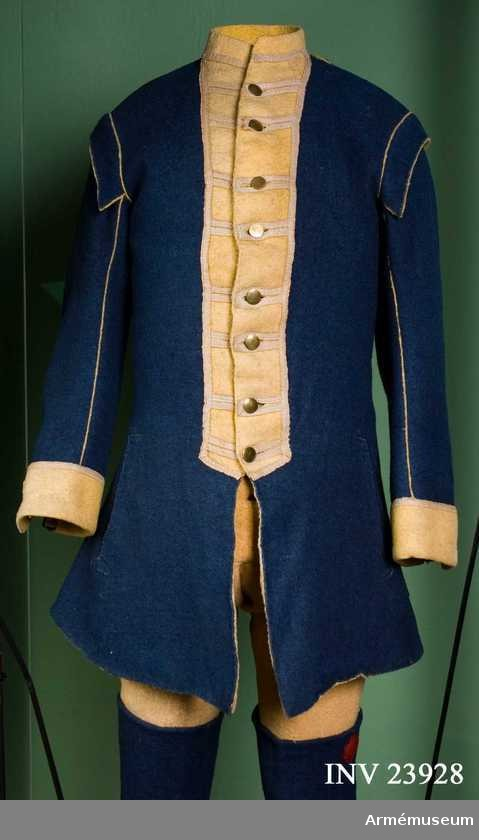
Rock m/1779 för manskap vid Södermanlands regemente. Lägg märke till de gula bröstrevärerna och de vävda linnebanden runt knapparna. Armémuseum.

Vapenrock m/1779 var tillverkad av komisskläde, ett slags ylletyg gjort på kardat ullgarn. Rocken ändrade sig rejält avseende utseendet från Uniform m/1756 samt Uniform m/1765, och man frångick därmed den mer gängse kontinentala uniformsmodellen. Främsta skillnad utgjordes av att rocken nu kunde knäppas med sina egna knappar, åtta (8) till antalet, vilket gjorde att kroppen kunde omslutas. Vapenrocken fodrades med gult boj. Alla sömmar är utförda som passpoaler. Dessutom hade vissa regementen revärer som var kantade med vita redgarnsband. Det fanns fickor insydda i sömmarna och vid axlarna sticker axellappar ut, vilket gör att vapenrocken i stort är likadan som den nationella dräkt som Gustaf III fastställde den 28 april 1778.
Huvuddelen av krigsmakten införde denna uniforms modell, och för infanteriet innebar detta för de regementen som ingick i den värvade armén och de som ingick i den indelta armén. Enda undantagen som infördes var för de i Svenska Pommern förlagda infanteriregementena, Spenska regementet och Drottningens livregemente till fot som behöll uniformer av mer kontinentalt snitt.

#### De menigas rockar
De meniga soldaternas rockar tillverkades av komisskläde, en typ av valkat ylletyg, och var fodrade i livet med boj och i ärmarna med linne.

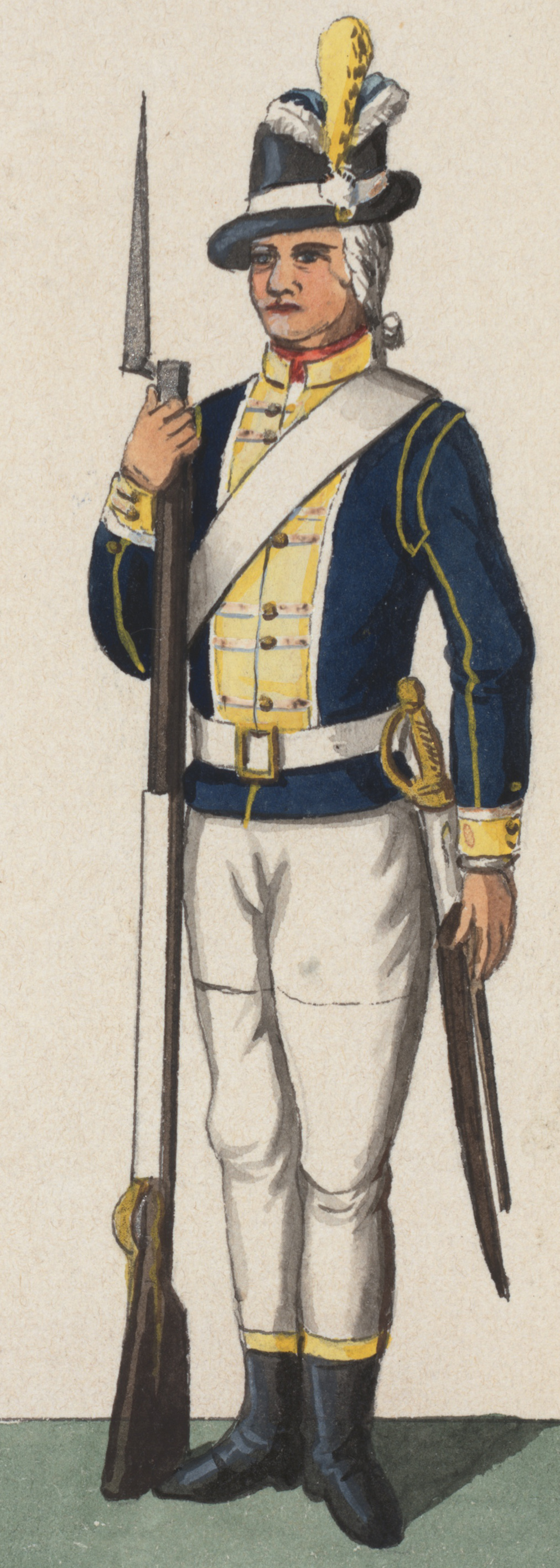
Menig vid Södermanlands regemente med bröstrevärer. Carl Gustaf Roos.
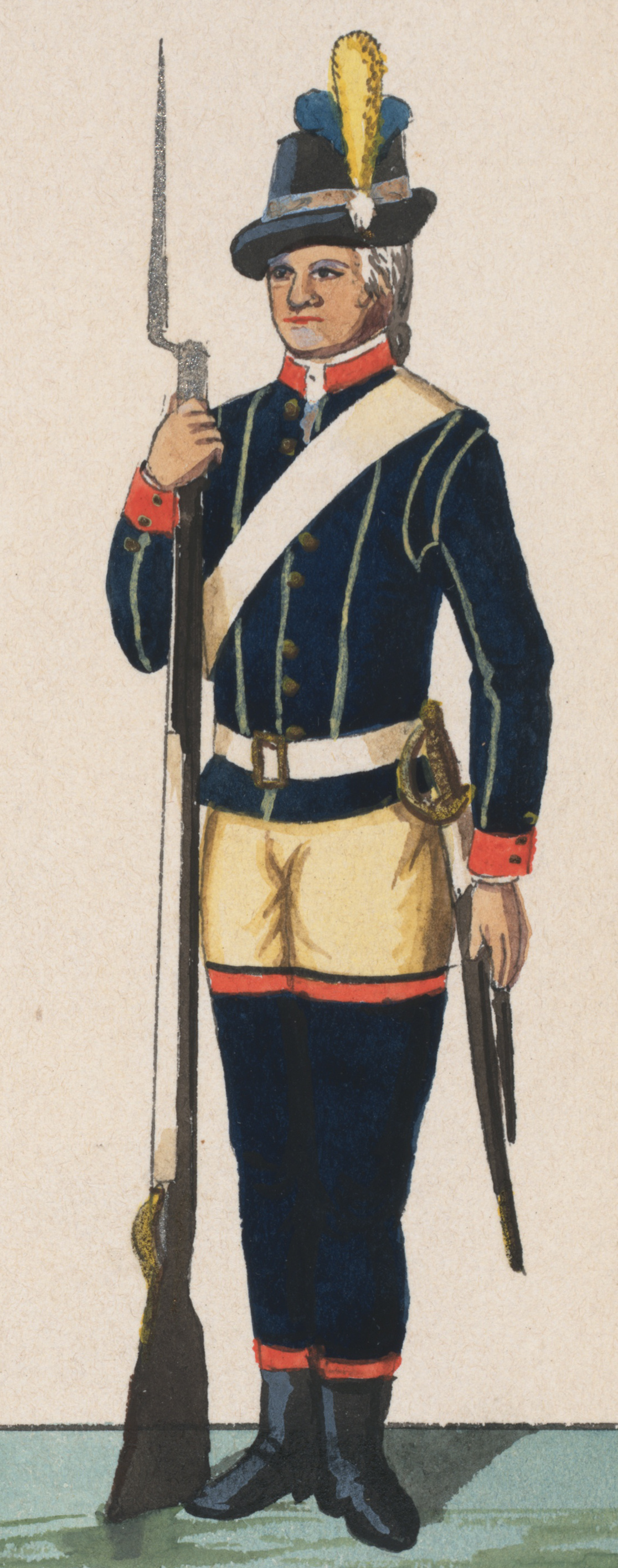
Menig vid Kalmar regemente utan bröstrevärer. Carl Gustaf Roos.

#### Officerare och underofficerare

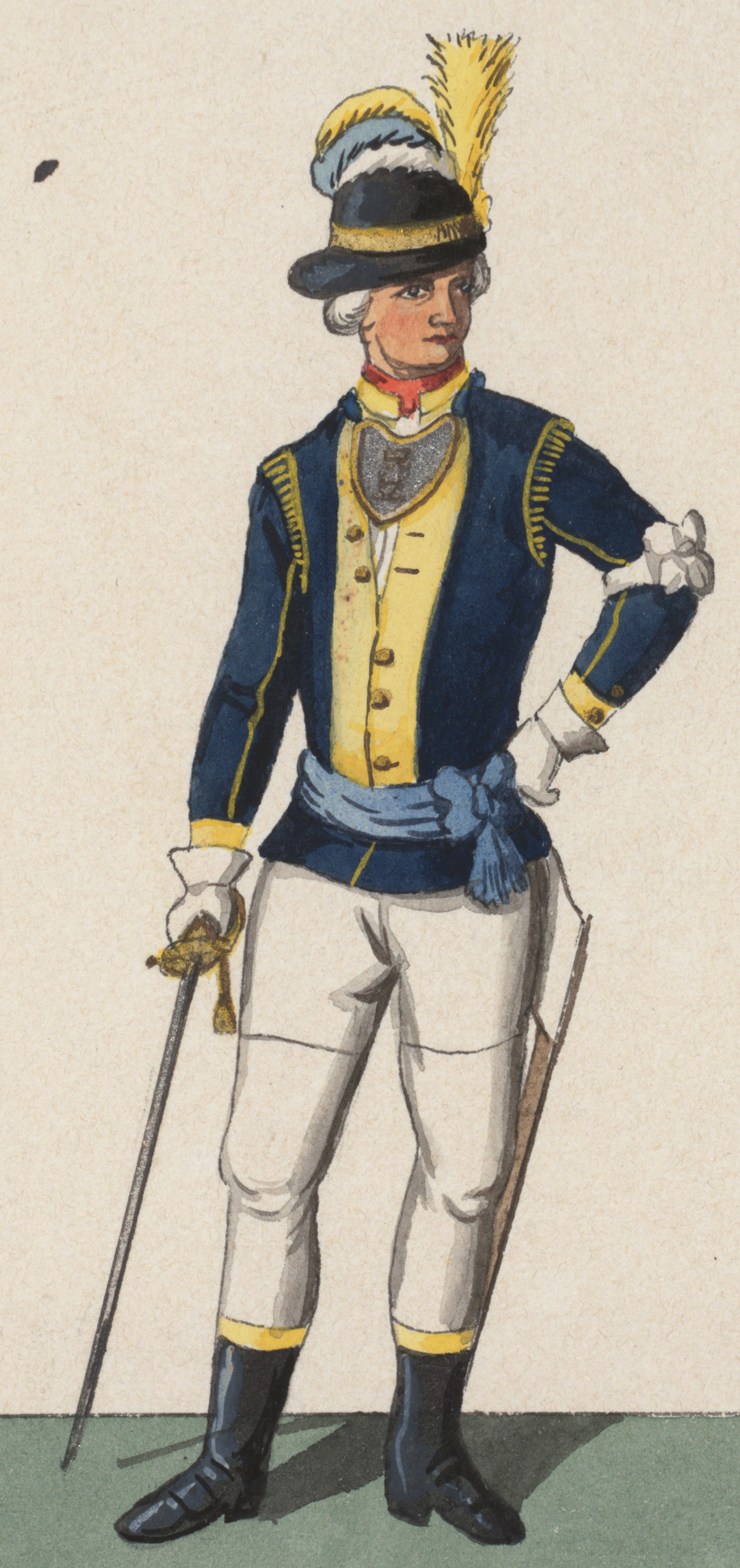
Officer vid Södermanlands regemente med värja och vit armbindel kring vänster överarm. Carl Gustaf Roos.

Befälets uniformsrockar avvek i en del hänseenden från manskapets. Underofficerarnas var gjorda av s.k. underofficerskläde vilket var av finare kvalitet än de meniga soldaternas. Även fodret hade högre kvalitet. Dessutom hade officerarna, efter Gustav III:s oblodiga statsvälvning 1772, anlagt en vit näsduk på vänster överarmen. Denna ingick som en del i den svenska officers uniformen till Gustaf IV Adolfs avsättande 1809.
Arméns högre officerare bekostade själva sina uniformer, vilket betydde att de inte var lika standardiserade som övriga arméns. När det gällde rockarna fanns dock en del regler. Enligt bestämmelserna skulle officerarnas uniformsrockar vara av samma modell som underofficerarnas. Den enda skillnaden som tilläts var att officersrockarna fick ha försilvrade eller förgyllda knappar, medan underofficerarna skulle ha likadana knappar som manskapet. Den officer som bröt mot förordningarna kunde få erlägga upp till 1 000 daler silvermynt i böter.

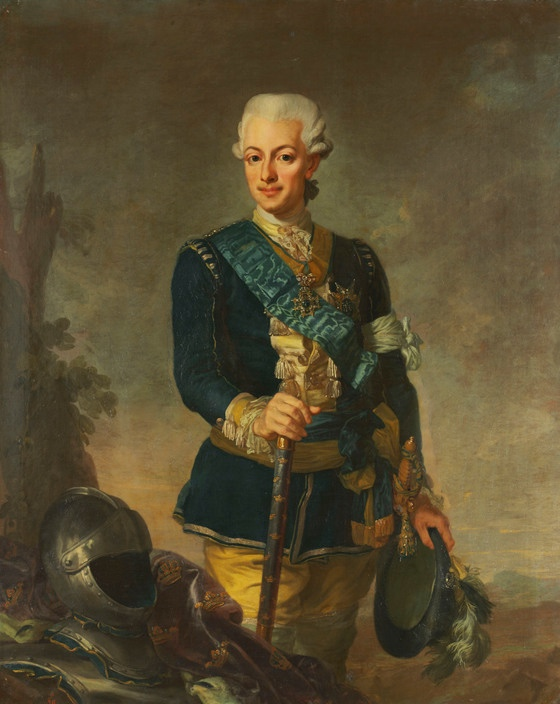
Gustav III iförd Svea Livgardes uniform, avmålad 1779 av Lorens Pasch den yngre.
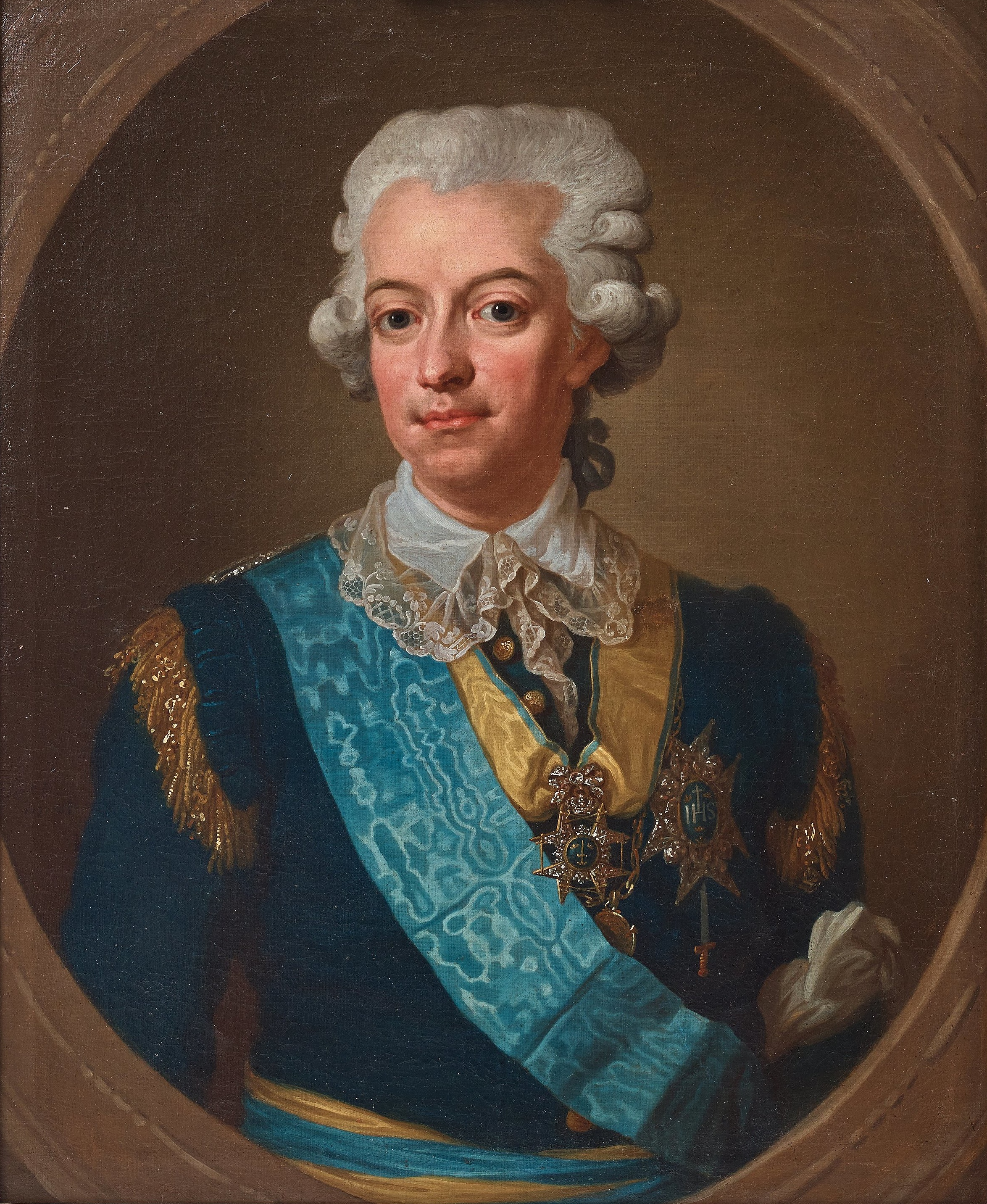
Gustav III iförd skärgårdsflottans uniform m/1779. Målning av Lorens Pasch den yngre.
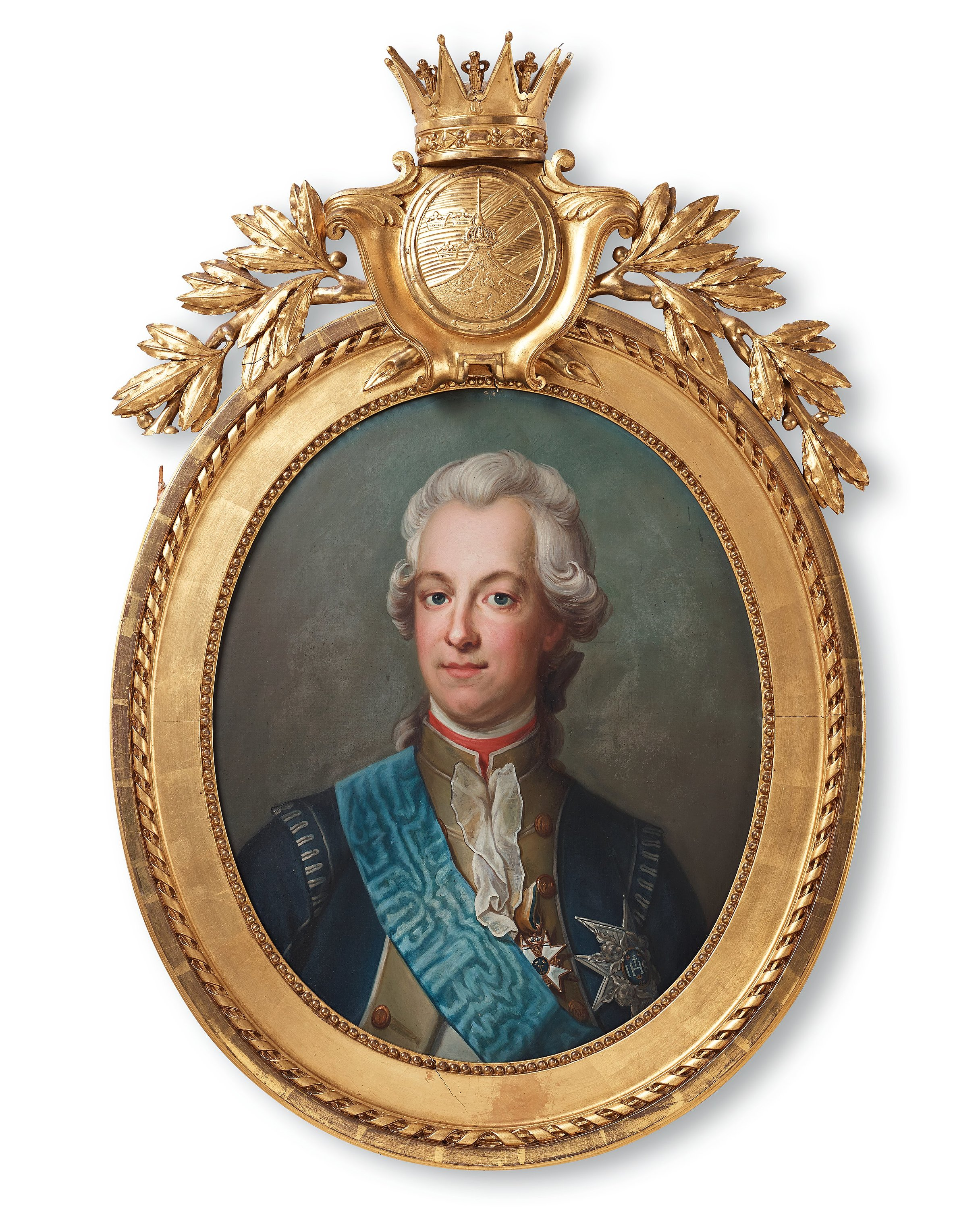
Hertig Fredrik Adolf i Västmanlands regementes uniform m/1779. Målning från omkring 1785 av Jakob Björck.
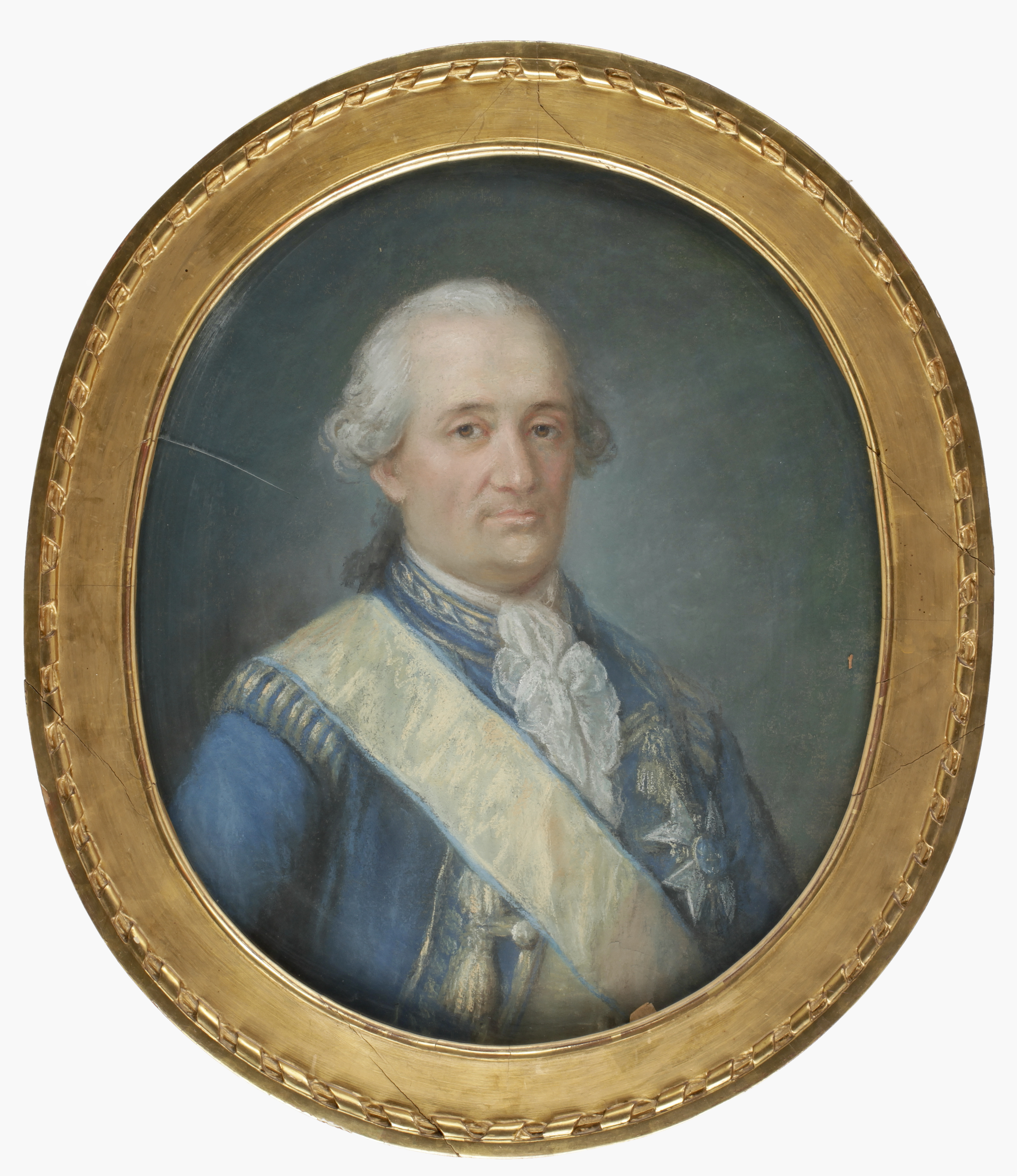
Porträtt av general Nils Mannerskantz med Svärdsordens band och kraschan.
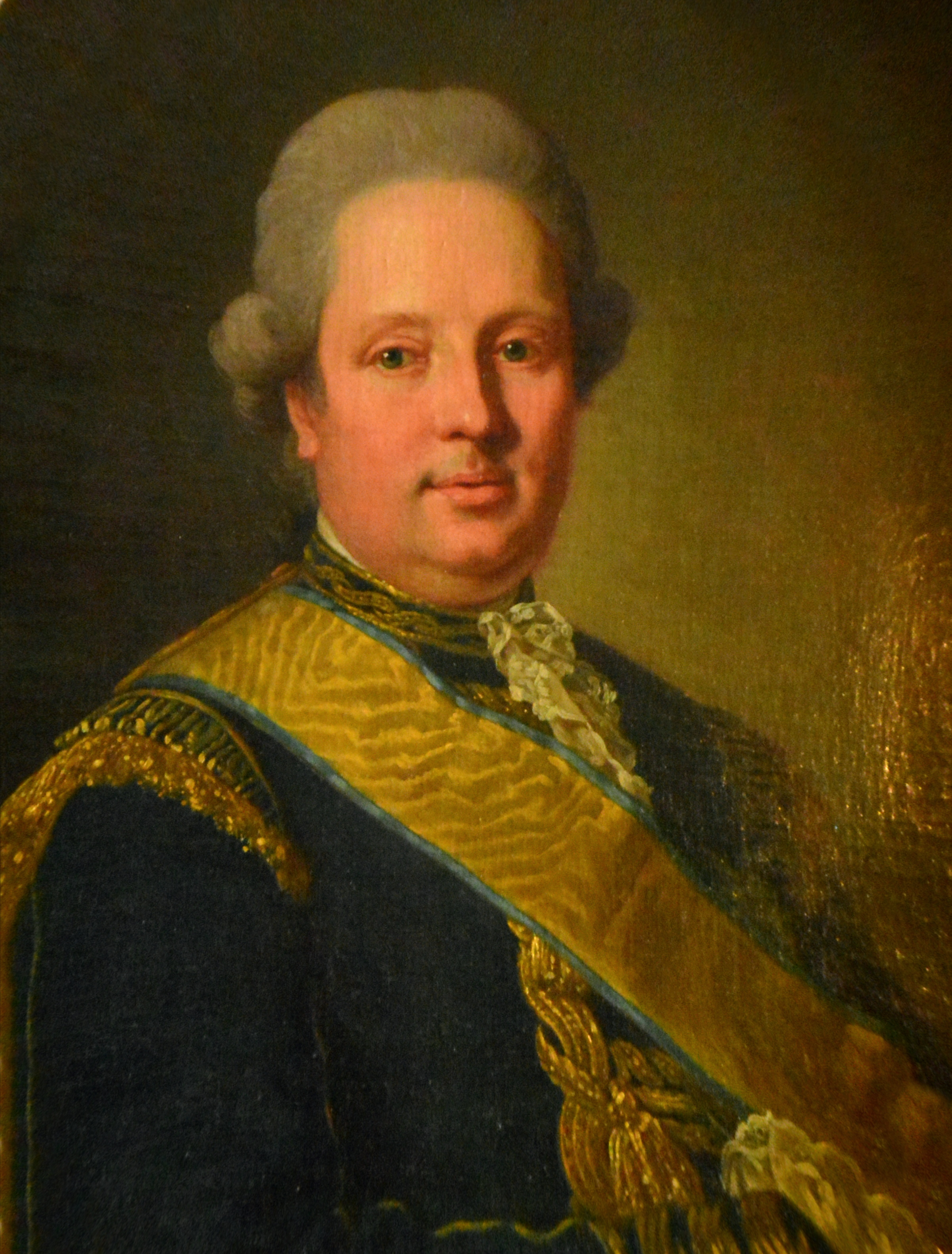
Henrik af Trolle i amiralsuniform.
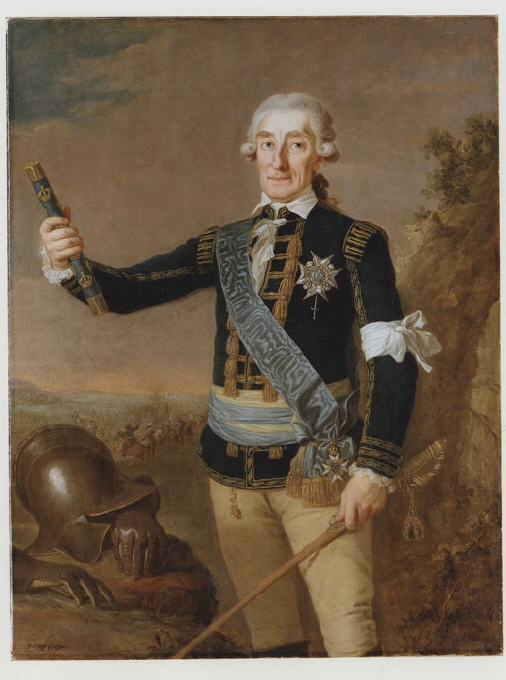
Johan August Meijerfeldt iförd generalsuniform.
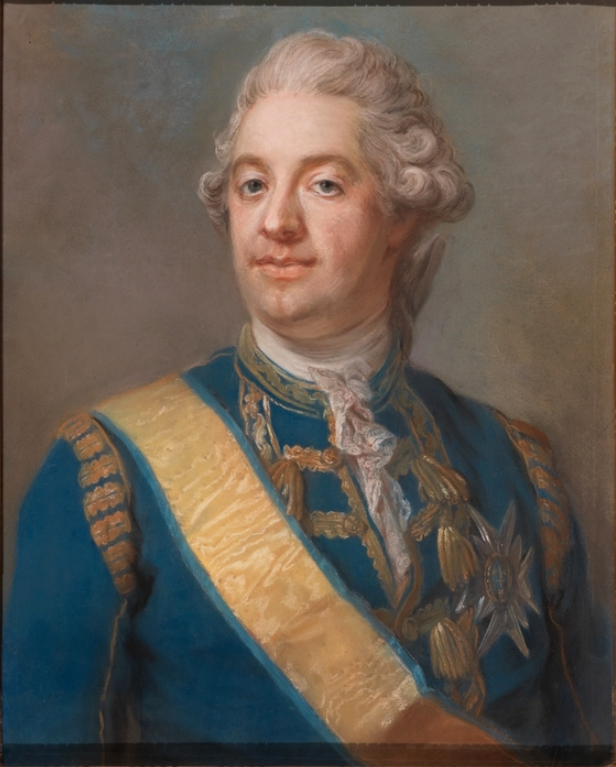
Claes Julius Ekeblad i generalsuniform.
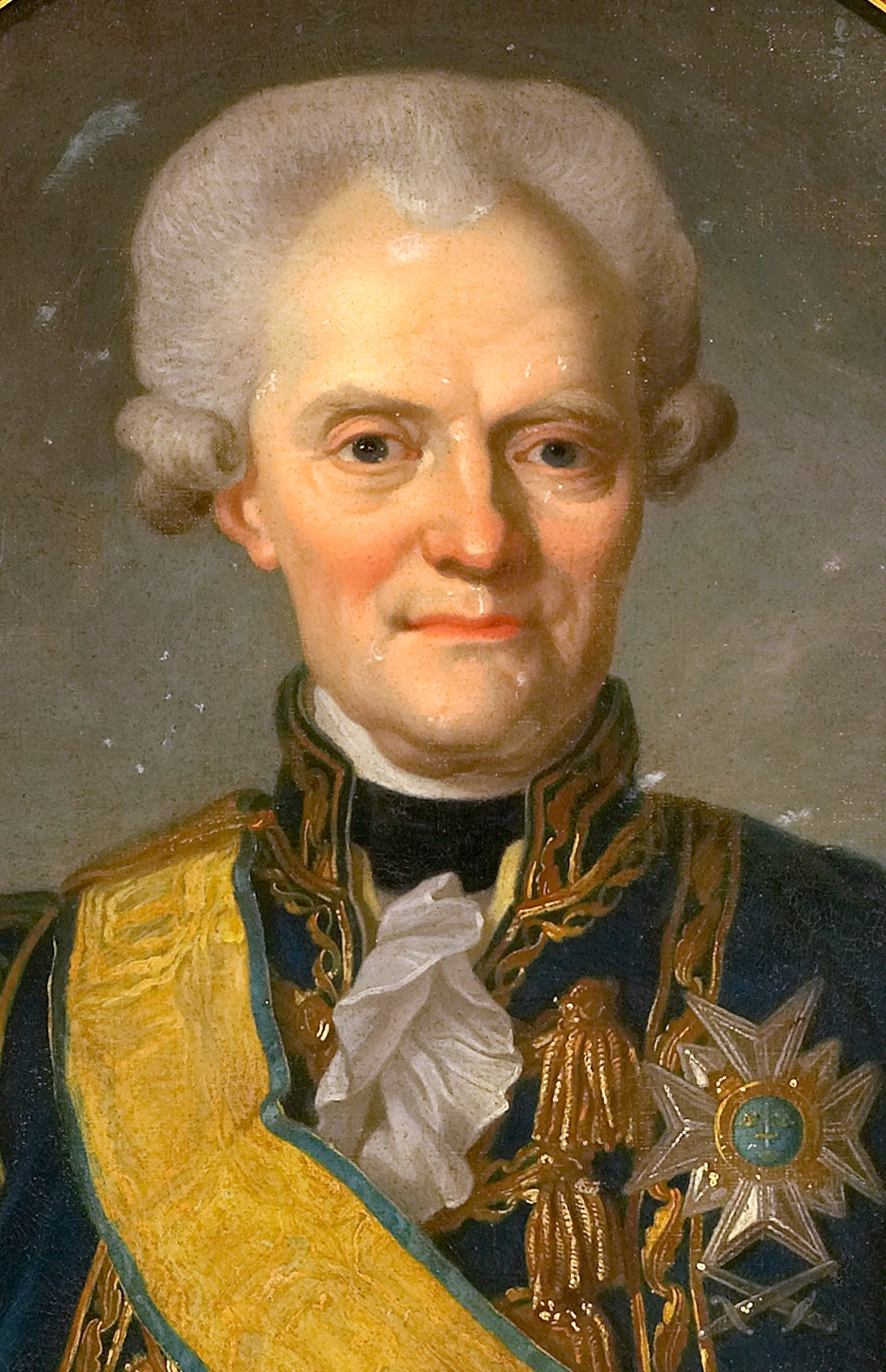
Wilhelm Mauritz Pauli i generalsuniform.
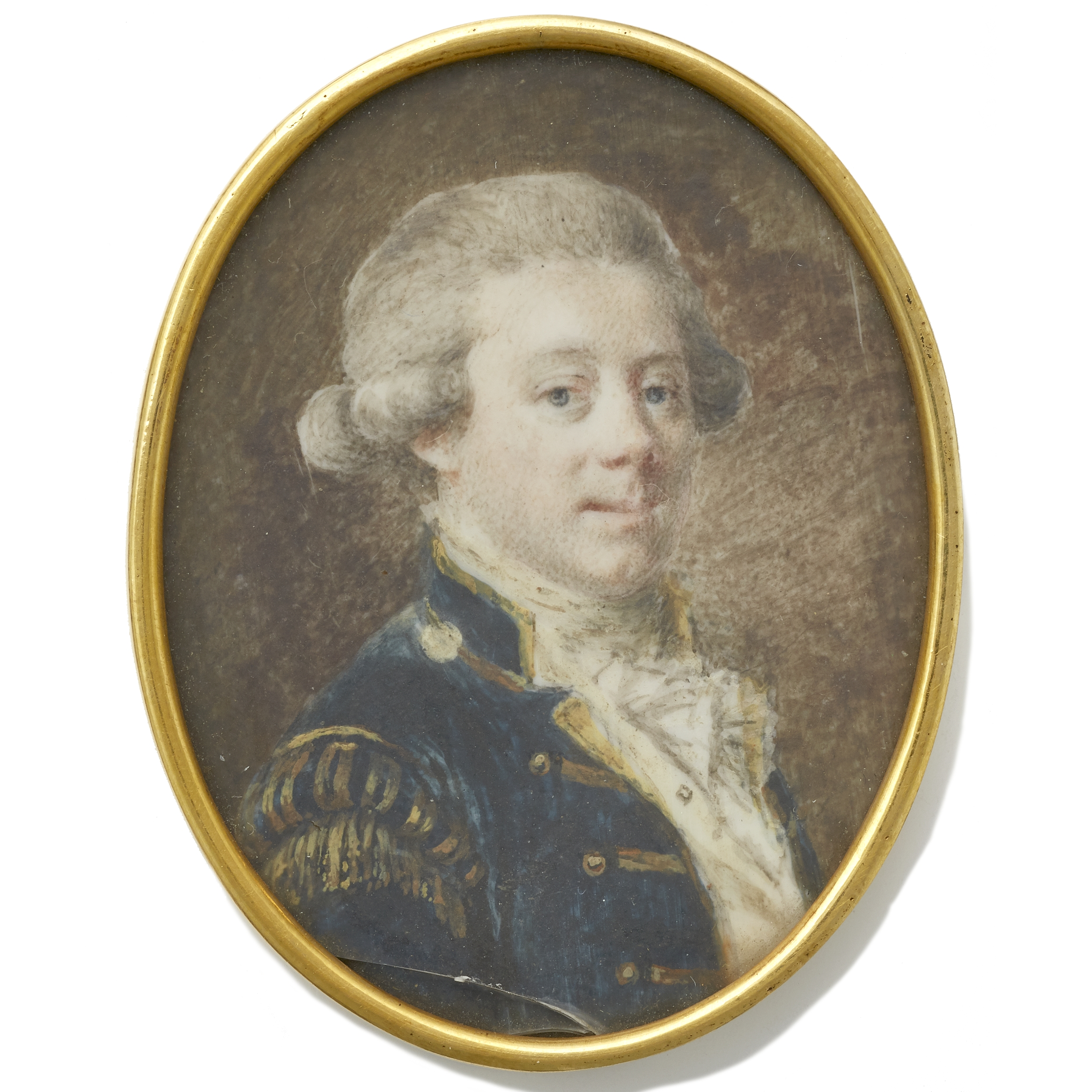
August Filip Armfelt i uniformen för en adjutant.
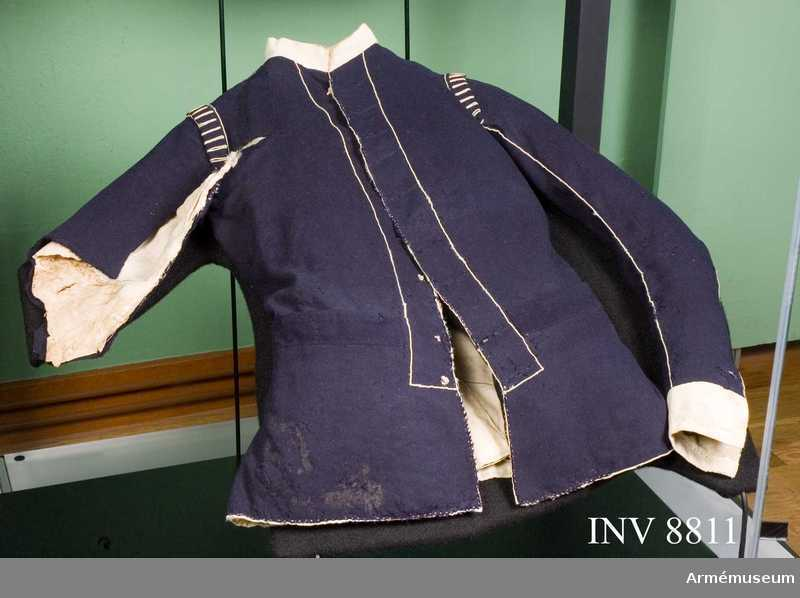
Gustaf Wachtmeisters Vapenrock m/1779 för Dalregementet som han bar under slaget vid Valkeala 1790.

#### Spelet
På 1700-talet fanns vid varje infanteriregemente en grupp musikanter som spelade trumma eller flöjt. Denna kategori kallades för spelet. Spelets huvuduppgift var att förmedla befälhavarens order till trupperna genom exempelvis trumsignaler, men deras färdigheter kunde också komma till nytta vid olika officiella tillställningar. Spelmän var högt uppskattade i lokalsamhället, och anställdes ofta vid dans- och lekstugor.
Spelets rockar skilde sig tydligt från de som bars av regementets övriga personal. Ärmar och ficklock var dekorerade med vävda linneband, s.k. chevroner, i olika geometriska mönster. Trumslagare vid Hälsinge regemente hade till exempel sicksacklinjer och två runda ringar på överarmarna. Ett annat särdrag hos spelets uniformsrockar var att axlarna hade nedhängande tygklaffar, s.k. svalbon. Sådana axelprydnader hade införts redan med uniform m/1765.

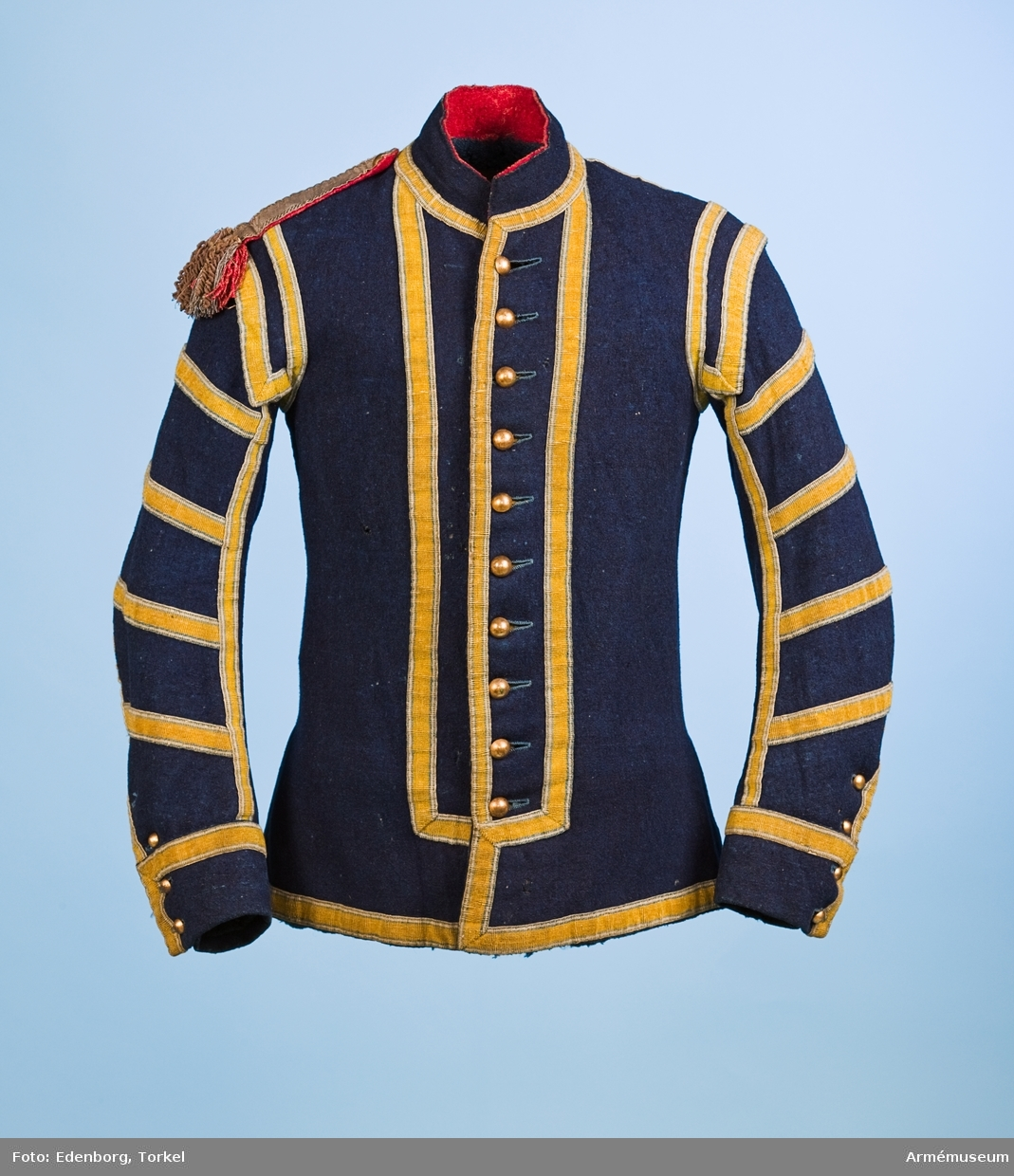
Jacka för spelet vid Stockholms borgerskaps militärkårer. Lägg märke till chevronerna på rockärmarna. Armémuseum.

### Väst, halsduk, byxor och fotbeklädnad

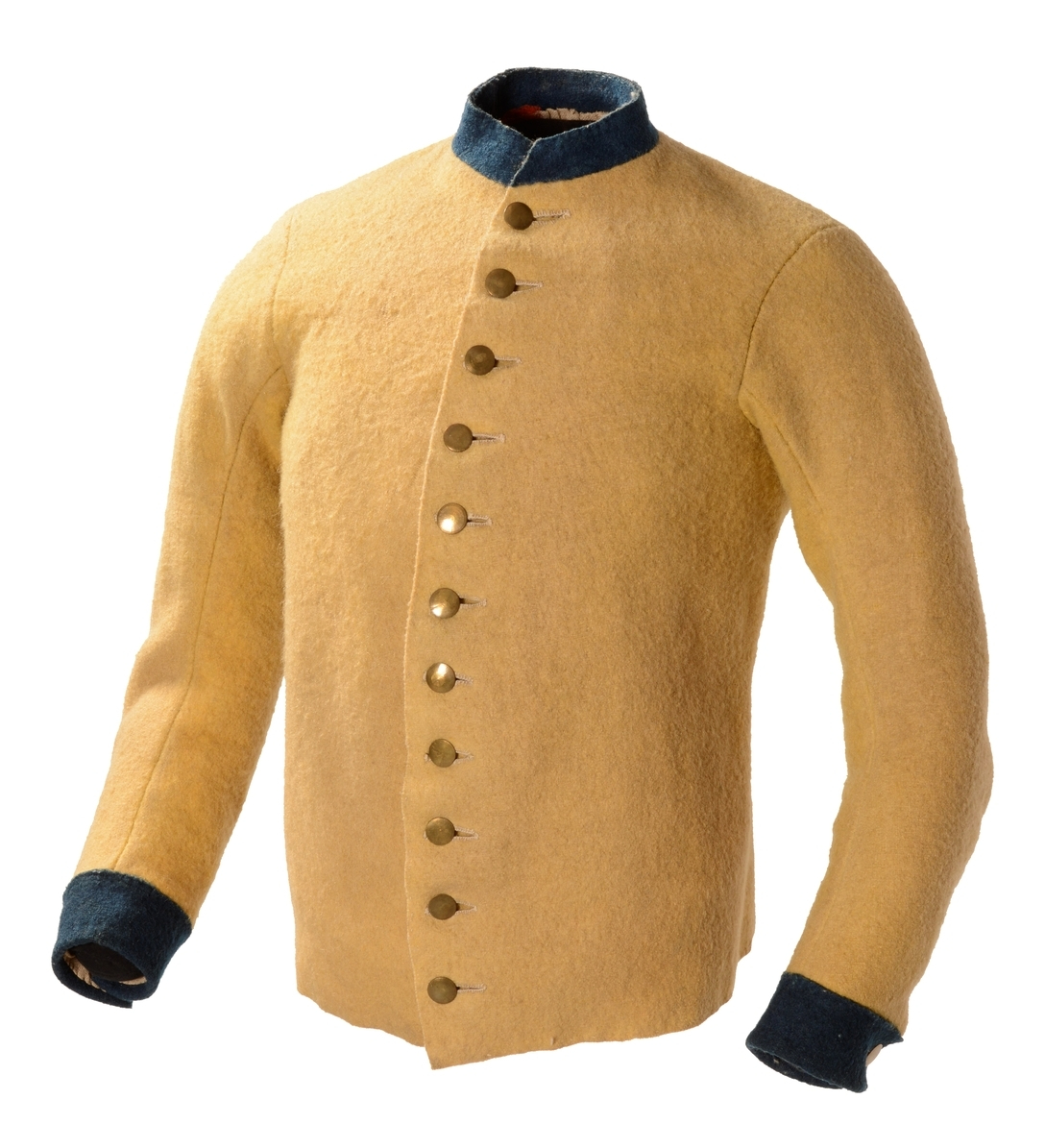
Tröja av gult kläde för manskap vid Södermanlands regemente. Armémuseum.

Under rocken bar soldaten en väst, kallad tröja, av kläde med ca 11 mässingsknappar. Till skillnad från västen till uniform m/1765 hade denna väst ärmar.
Till uniformen fanns även en halsduk som enligt modell 1757 skulle vara i svart krepon. Chefen för Södermanlands regemente, Gustaf Adolf von Siegroth, ansökte till Krigskollegium 1780 att få utföra dessa i satin istället. Till detta kom en hemställan om att de kunde få bli röda. Detta godkändes. I Preussen var röda halsdukar ett tecken för de högst rankade infanteriregementena.
Knäbyxorna m/1779 var gjorda av kläde och var relativt vida till formen. De var fodrade med foderväv. Byxorna knäpptes framtill med sex (6) knappar och kunde stängas vid knäna med hjälp av vävda band. På benen bar soldaterna långa strumpor av vitt ullgarn som fästes upp vid benen med knäremmar. Manskap, officerare och spel bar även charivader, en slags damasker. Charivaderna var gjorda i kläde, och räckte upp över knät och fästes under skorna med band av redgarn.
Som fotbeklädnad användes kängor med låga klackar som spändes fast runt vaden med band. Den tillverkades av smorläder på en rak läst. Banden vid vaden var gula och av ullgarn. Detta var den första kängan att införas i den svenska försvarsmakten.

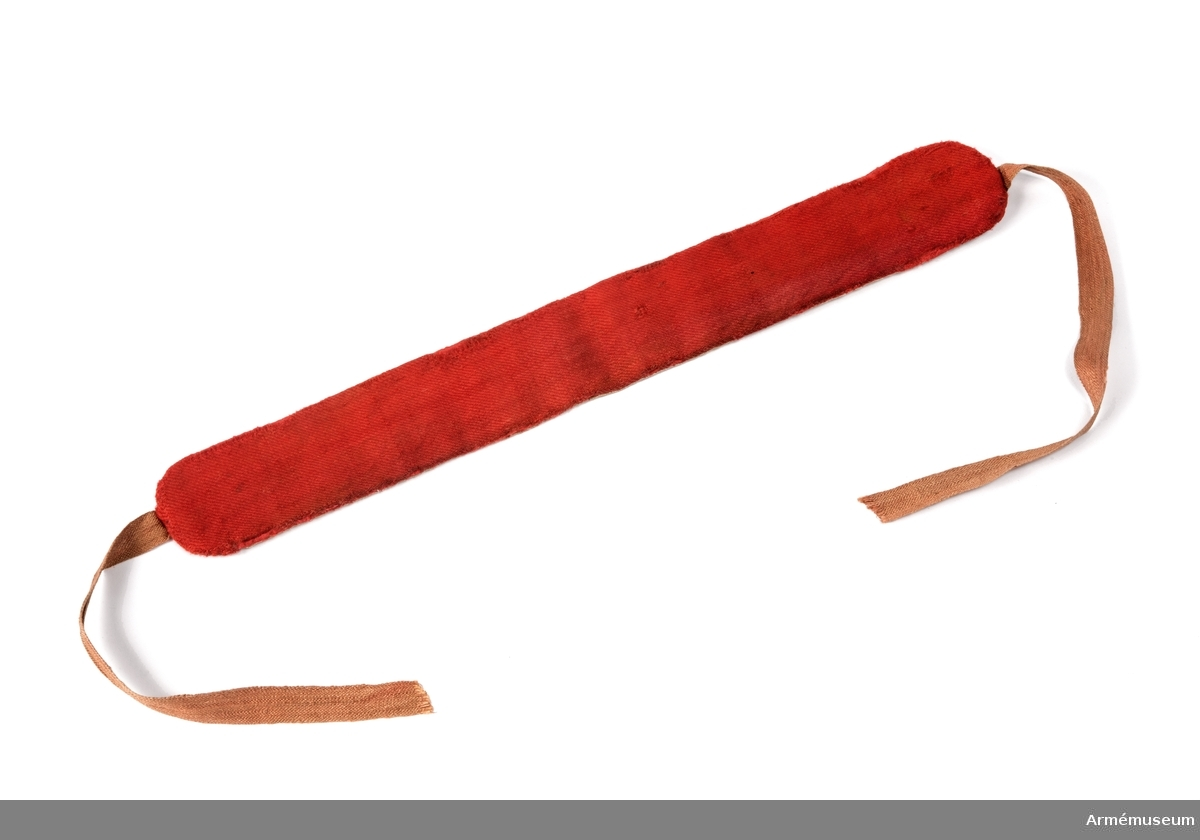
Halsduk m/1780 i röd satin för manskap vid Södermanlands regemente. Armémuseum.
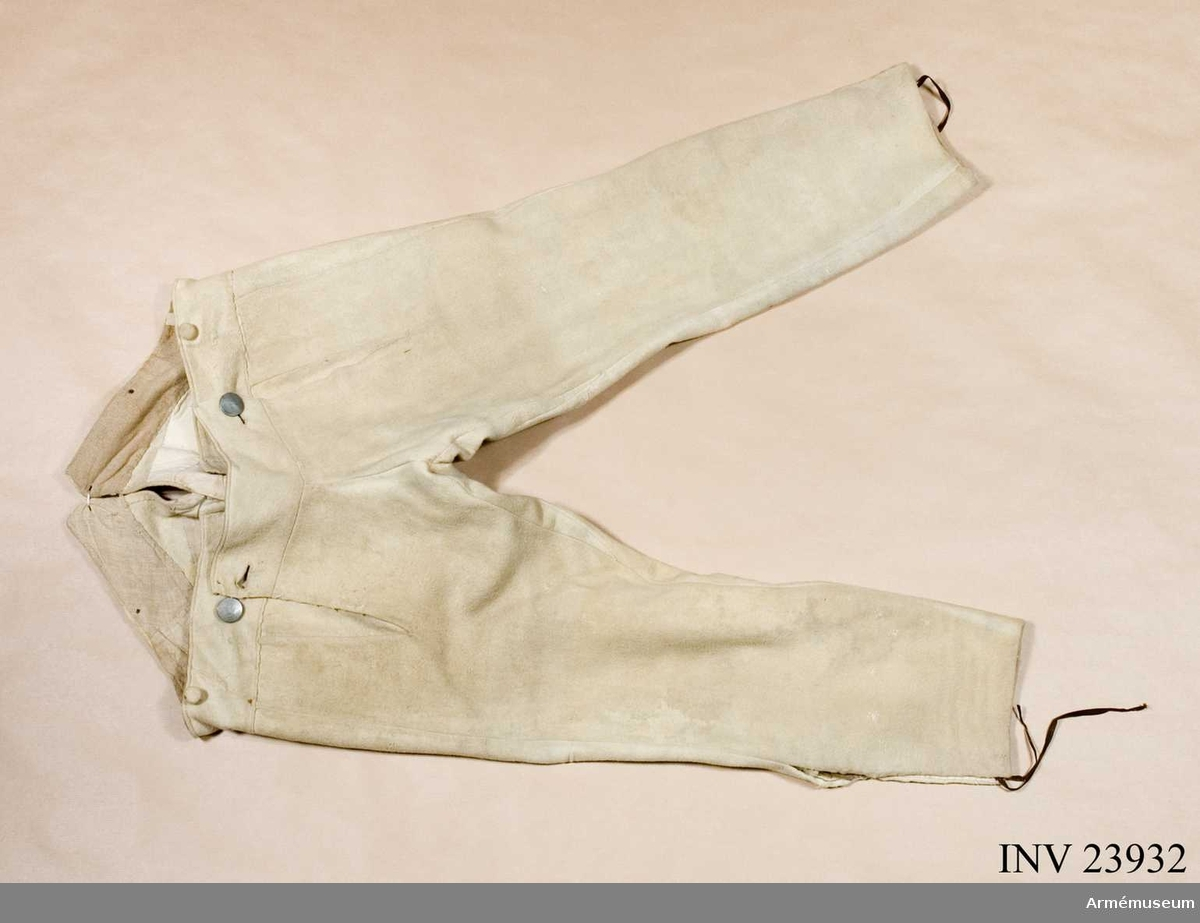
Knäbyxor m/1779 för manskap vid Södermanlands regemente i vitt kläde. Armémuseum.
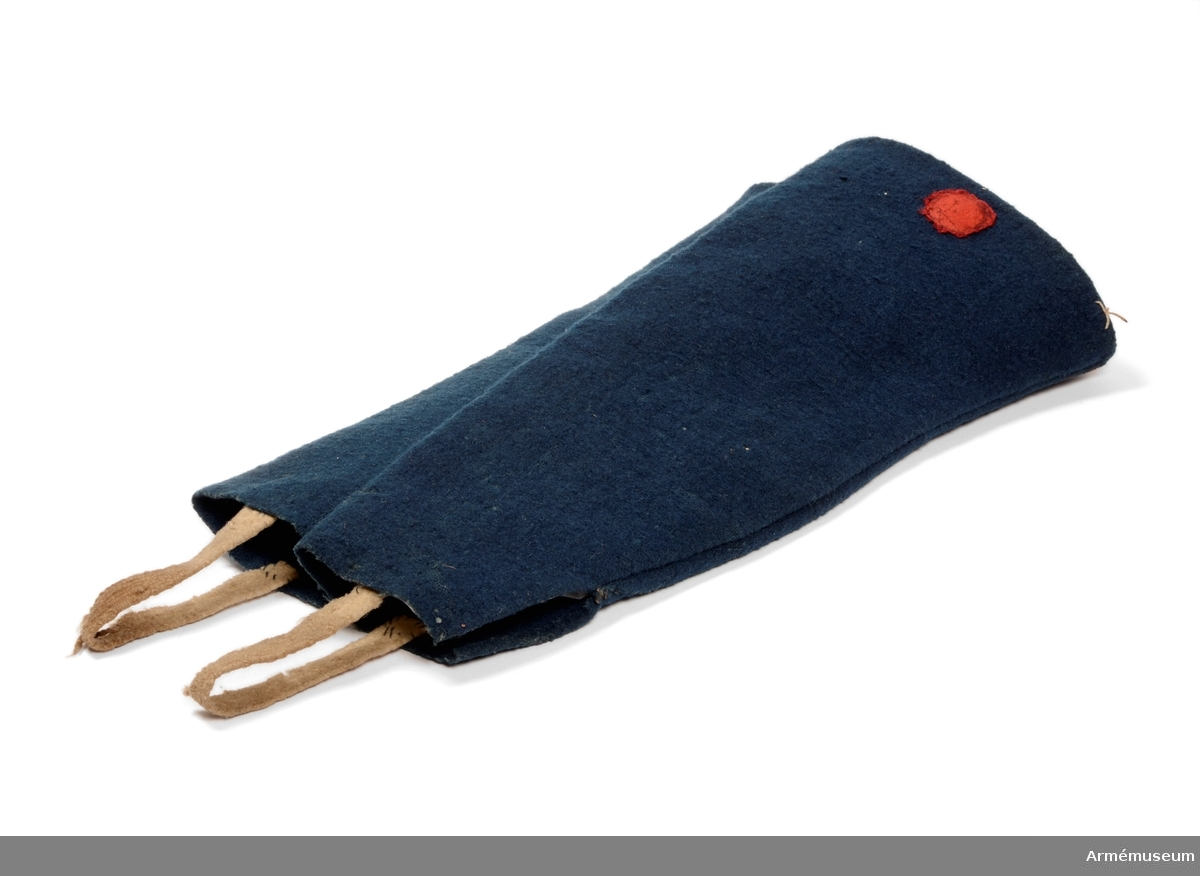
Charivader m/1779 i blått kläde. Armémuseum.
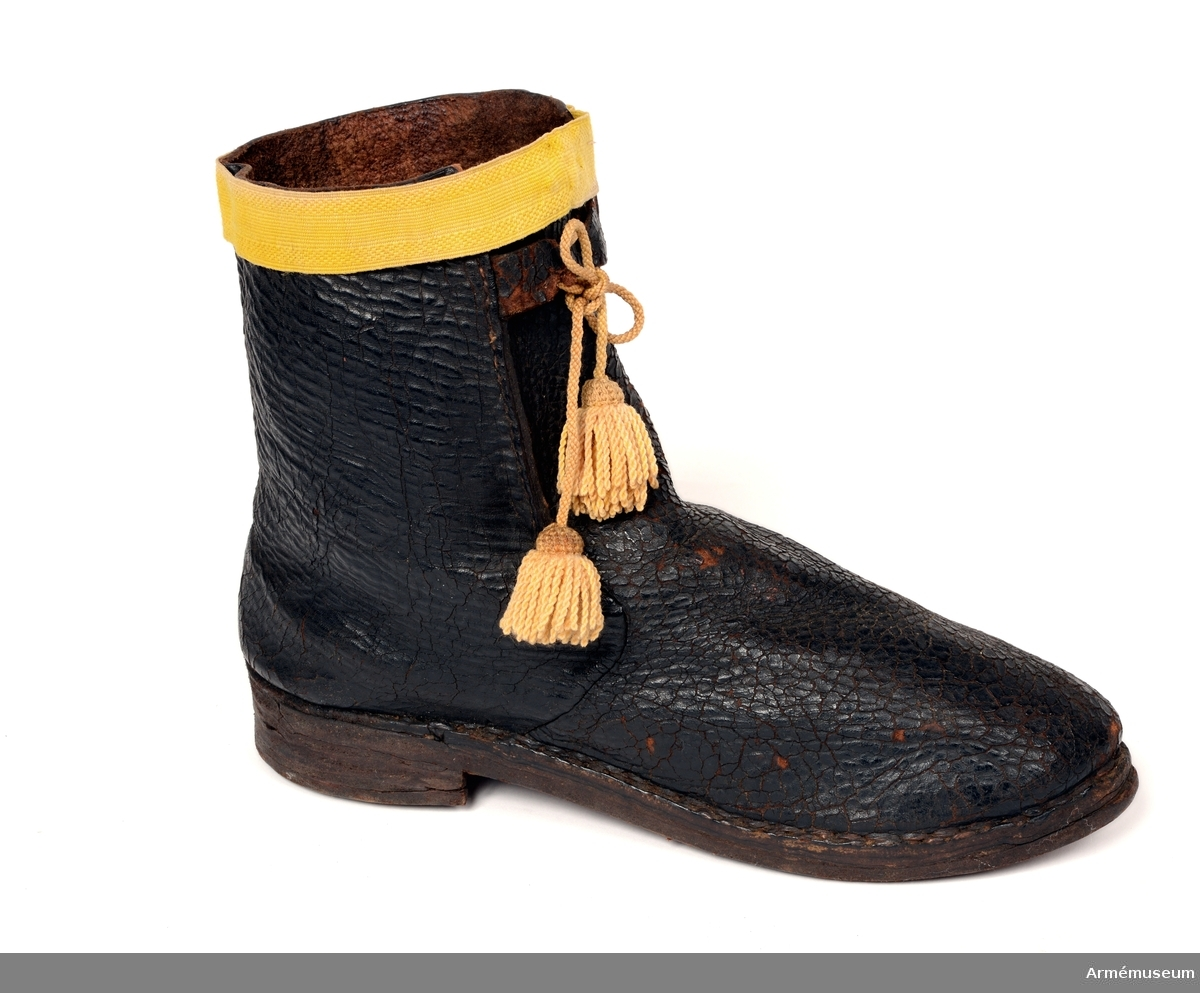
Känga m/1779 i läder med gul snörning för manskap. Armémuseum.

### Huvudbonader

#### Hatt m/1779

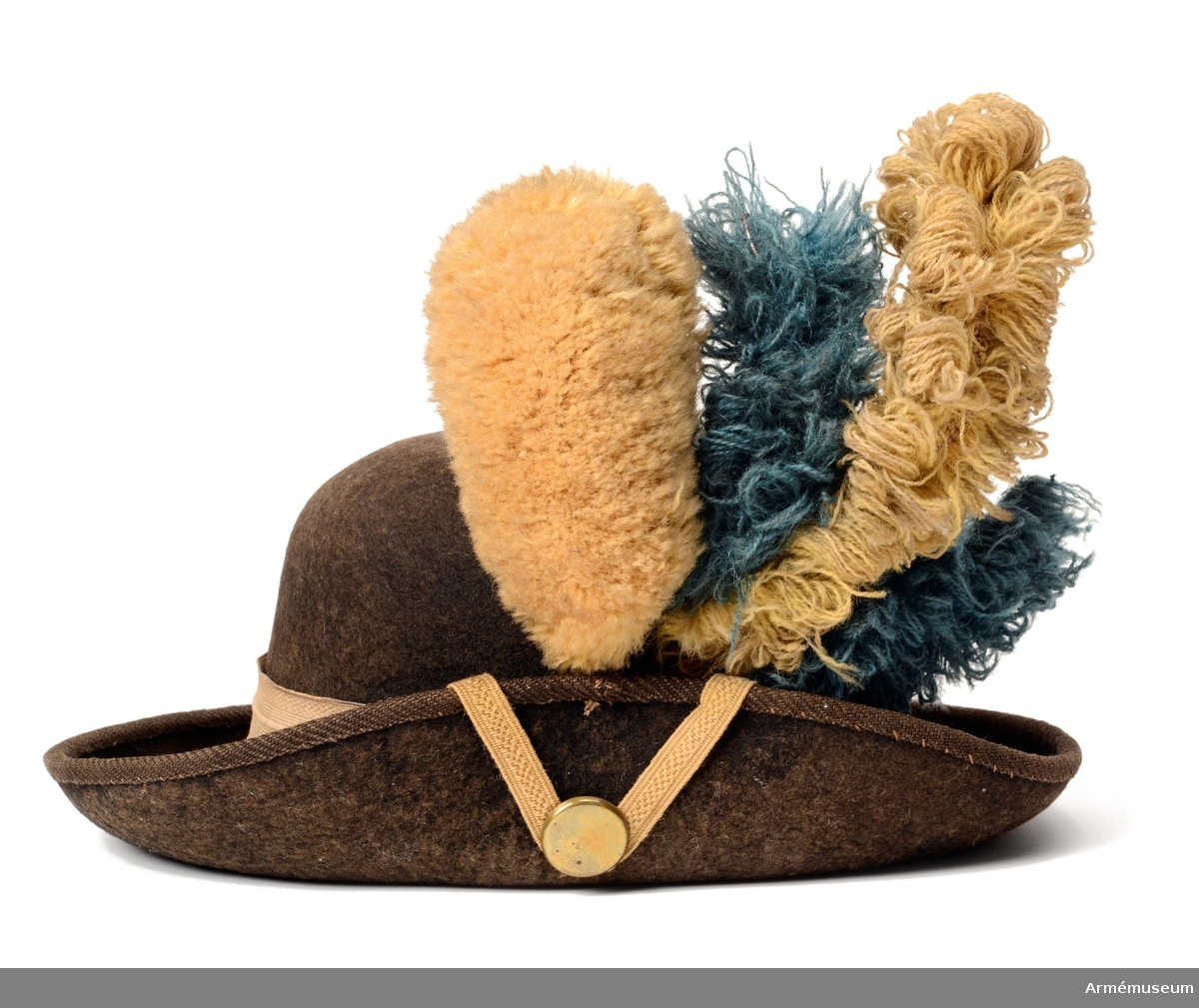
Hatt m/1779 av svart filt för manskap vid Södermanlands regemente. Hatten är försedd med ståndare och med en mässingsknapp på vänstra sida av brättet, vars kant pryds av ett vävt band av linne. Armémuseum

Som huvudbonad till uniform m/1779 bars rundkulliga hattar av svart filt. Manskapets hattar var utsmyckade med en mässingsknapp på vänster sida av brättet, vilket var dekorerat med vävda band av linne. Flera regementen hade dessutom ståndare av ullgarn samt tre plymliknande ståndare av ullgarn, två vita och två blå, gaffelvirkade och lindade runt ståltråd. Spelet bar likadana hattar som manskapet.
Underofficerarnas hattar hade silvergalon kring brättet och en gul kokard i ena hörnet, uppfäst av en knapp i mässing. Officershattarna påminde om underofficerarnas, men kunde ha galon av både guld och silver, och en gul kokard uppfäst av en förgylld eller försilvrad knapp. Både underofficerare och officerare hade en gul ståndare i form av fjädrar, samt tre plymer av strutsfjäder i vitt, blått och gult.

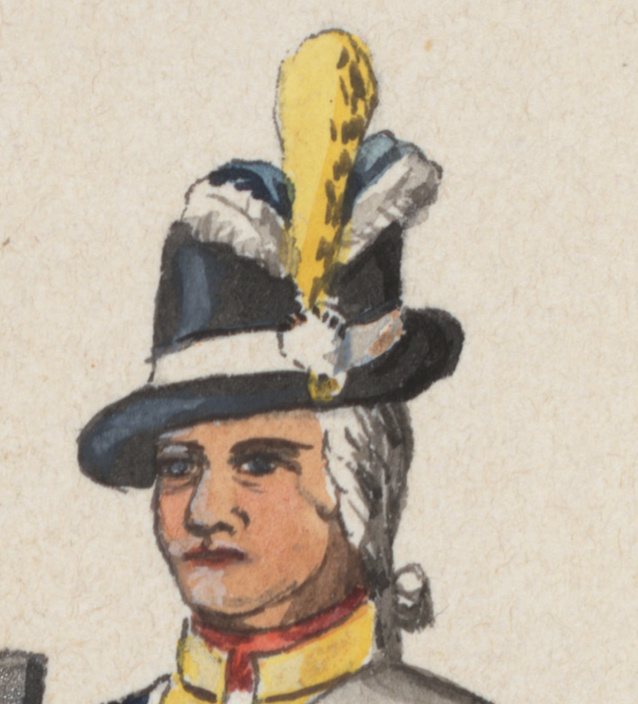
Hatt m/1779 för manskap vid Södermanlands regemente. Hatten är försedd med en ståndare på vänstra sidan av brättet, samt tre ståndare i form av plymer. Carl Gustaf Roos.
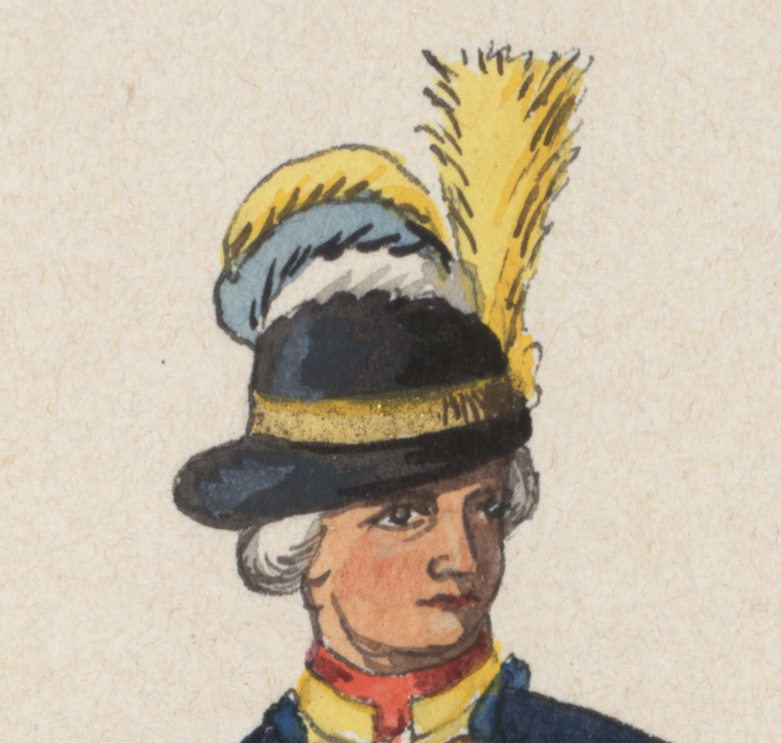
Hatt m/1779 för officer vid Södermanlands regemente, utsmyckad med guldgalon kring brättet. På brättets vänstra sida sitter en ståndare av gula fjädrar, samt tre plymer av strutsfjäder i vitt, gult och blått. Carl Gustaf Roos.

### Gradbeteckningar

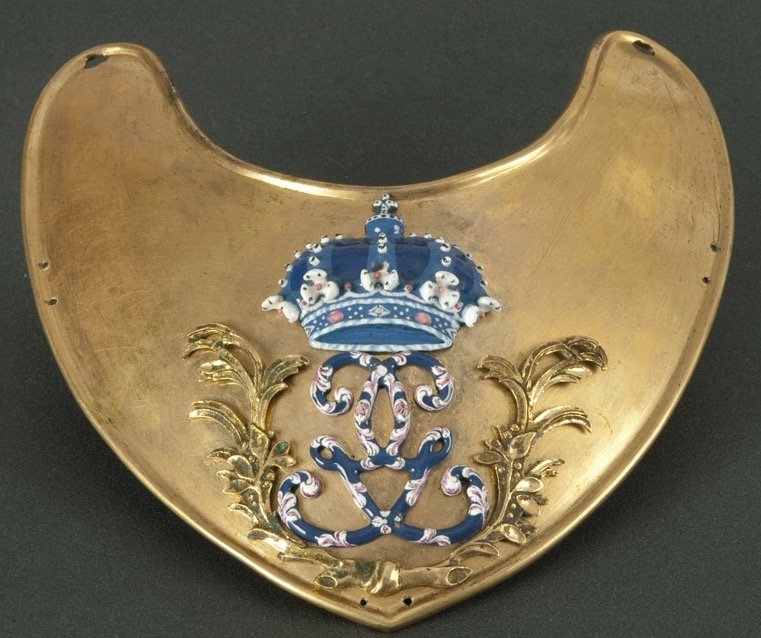
Ringkrage för överste, överstelöjtnant och major med Gustav III:s krönta namnchiffer anbringat i emalj. Chiffret omges av två palmkvistar. Bohusläns museum.

Några gradbeteckningar av modernt snitt fanns inte på m/1779. De olika officersgraderna markerades med hjälp av ringkragar, ett slags halskragar av plåt, som var dekorerade på olika sätt. Ringkragen bar den regerande monarkens krönta namnchiffer och hängdes kring halsen i ett ljusblått sidenband. Utseende för arméns ringkragar stipulerades i en generalorder från 1751.
- Regementsofficerare (överstar, överstelöjtnanter och majorer) skulle bära ringkragar av förgyllt silver med monarkens krönta namnchiffer i emalj inramat av två palmkvistar.
- Kaptenens ringkrage skulle ha i stort sett samma utseende som regementsofficerarnas men sakna palmkvistar.
- Subalternofficerare (fänrikar och löjtnanter) skulle ha kragar av polerat silver med enbart krona och namnchiffer förgyllda.[9]

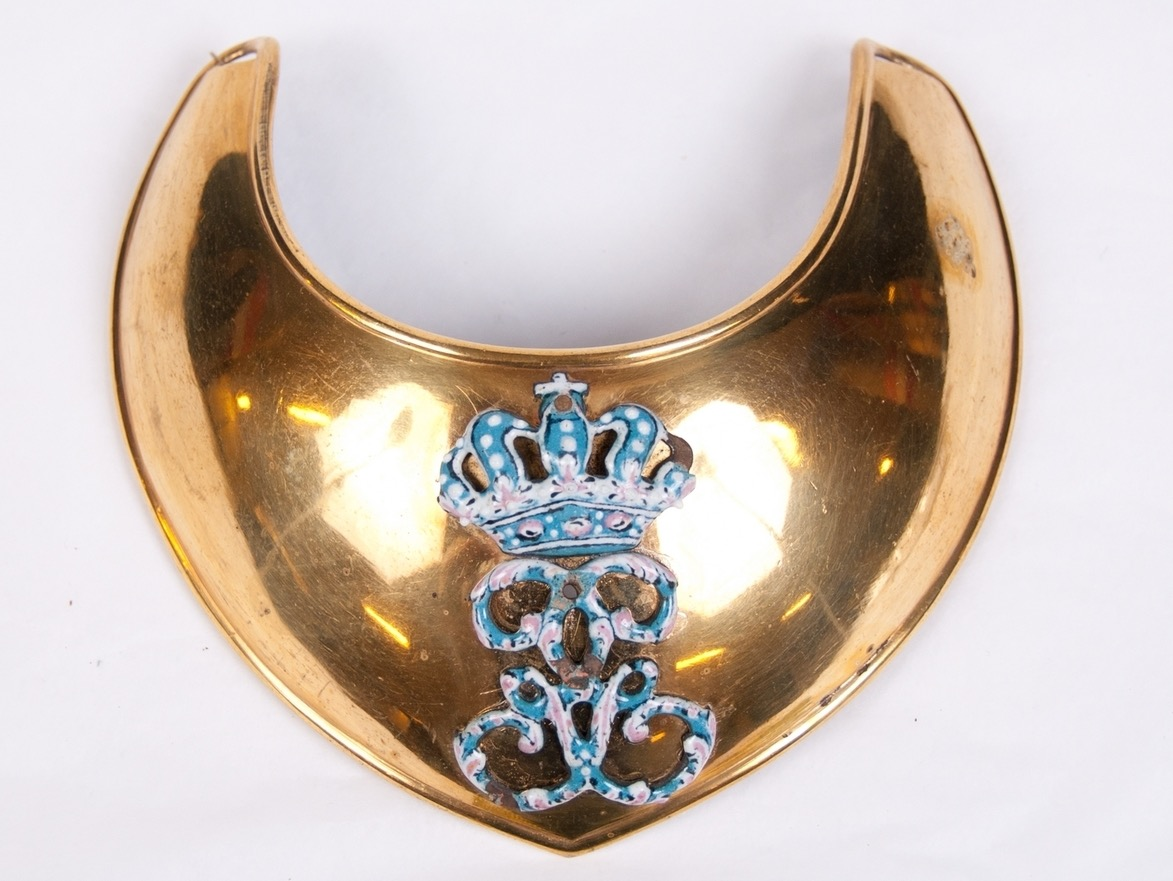
Ringkrage för kaptener med Gustav III:s namnchiffer i emalj. Till skillnad från regementsofficerarnas kragar saknar kaptenens palmkvistar. Armémuseum.
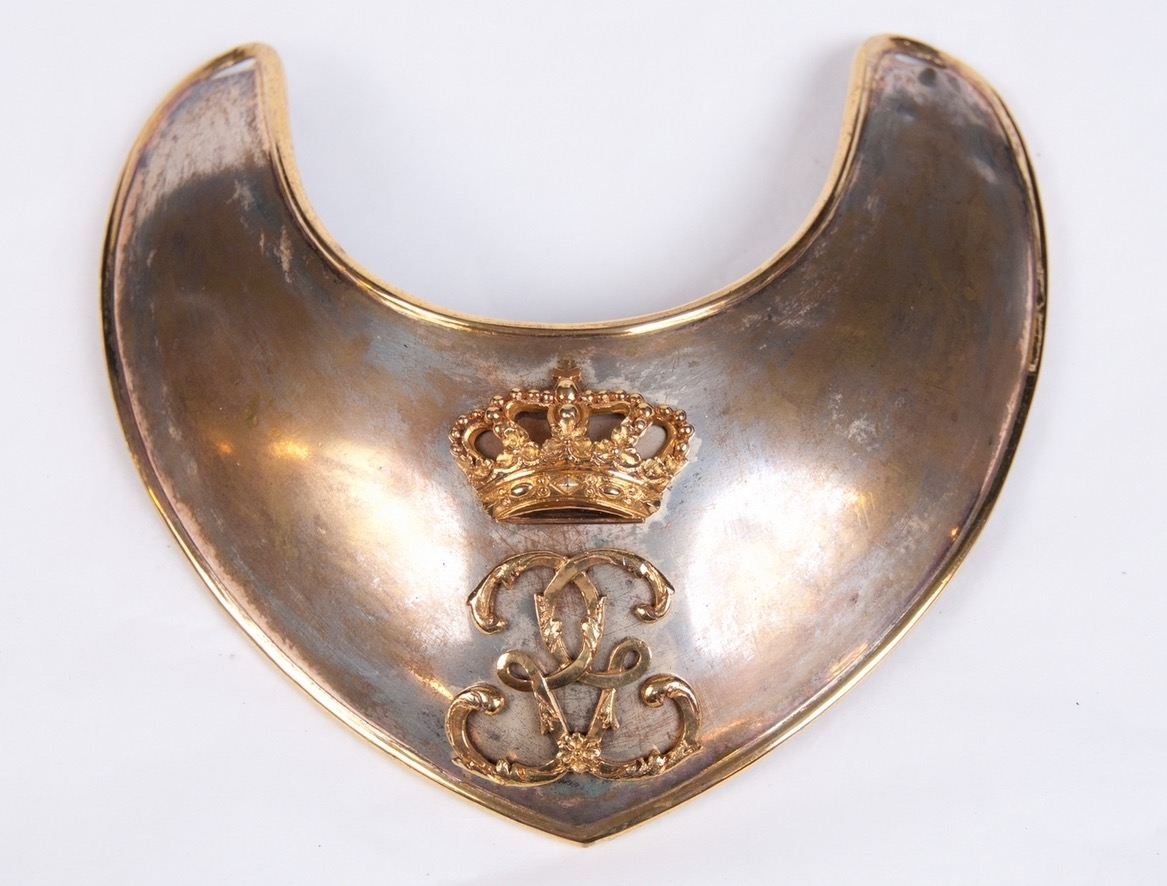
Ringkrage för fänrikar och löjtnanter med Gustav III:s namnchiffer i förgyllt silver. Armémuseum.

## Uniformsplanscher
Uniformsbilder som visar dess utseende för olika regementen, kårer och tjänster.

### Kungliga flottan
Flottan utgjorde de sjömilitära resurserna inom Krigsmakten, och den styrdes av Amiralitetskollegium.

#### Amiralitetet

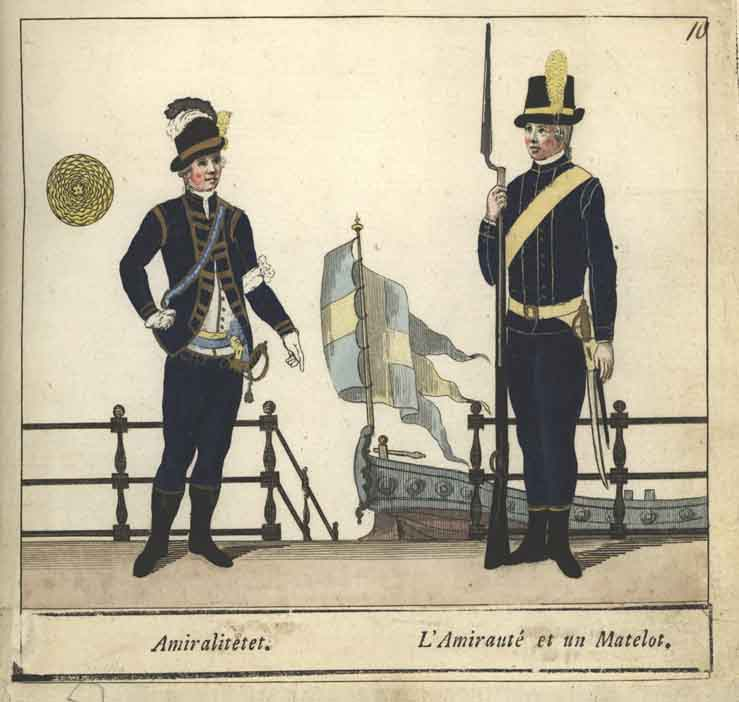
Amiralitetskollegium

#### Flottan

Timmerman

### Kungliga armén
Armén var under 1700-talet indelad i den indelta armén som utgjordes av utskrivna män ur bondebefolkningen, samlade i landskapsregementen, samt den Värvade armén som bestod av värvade trupper. De senare var inkallade året om, och utgjorde militära resurser i rikets större städer och dess fästningar. Den styrdes vid Krigskollegium. Till armén hörde även Arméns flotta vilken utgjorde en kombinerad infanteri- och marinresurs, artilleriet samt generalstaben.

#### Generalstaben

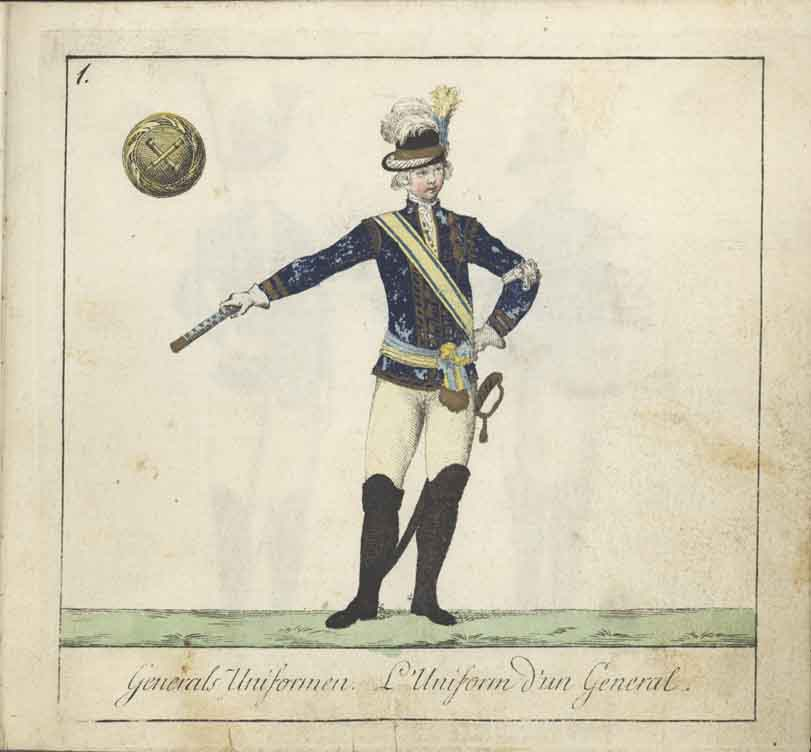
General
Adjutant av flygeln.
Kommendant

#### Indelta armén

##### Infanteriet
Samtliga planscher visar regementets officersuniform till vänster, och manskapsuniform till höger.

Björneborgs regemente.
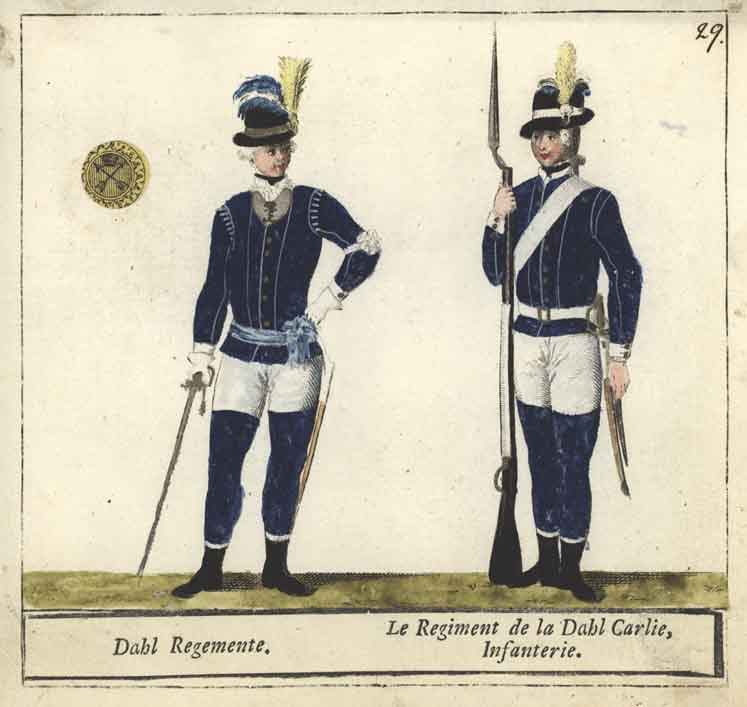
Dalregementet.
Hälsinge regemente.
Jämtlands regemente.
Jönköpings regemente.
Kalmar regemente.
Kronobergs regemente.
Kymmenegårds regemente.
Nylands regemente.
Närke-Värmlands regemente.
Savolax regemente.
Skaraborgs regemente.
Södermanlands regemente.
Tavastehus regemente.
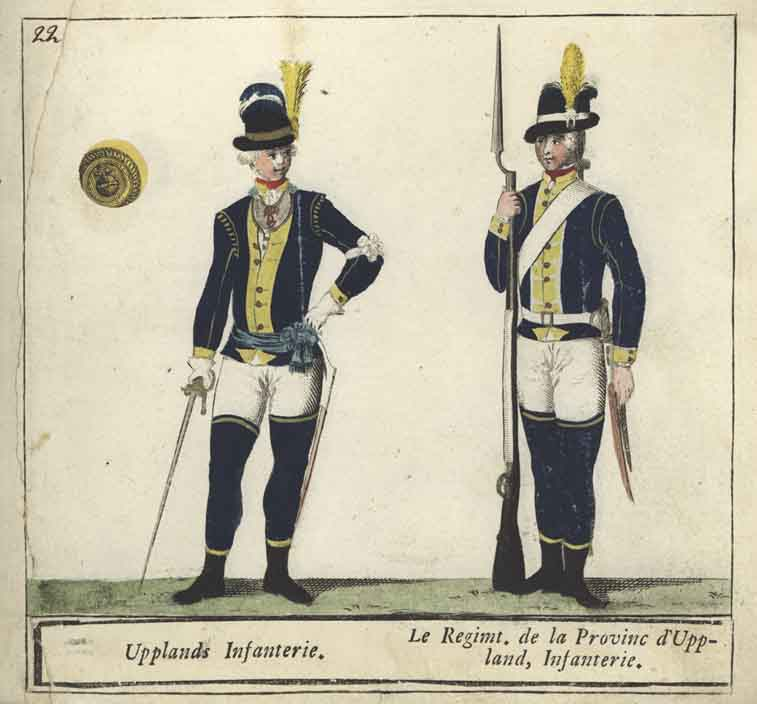
Upplands regemente.
Västerbottens regemente.
Västgöta-Dals regemente.
Västmanlands regemente.
Åbo läns regemente.
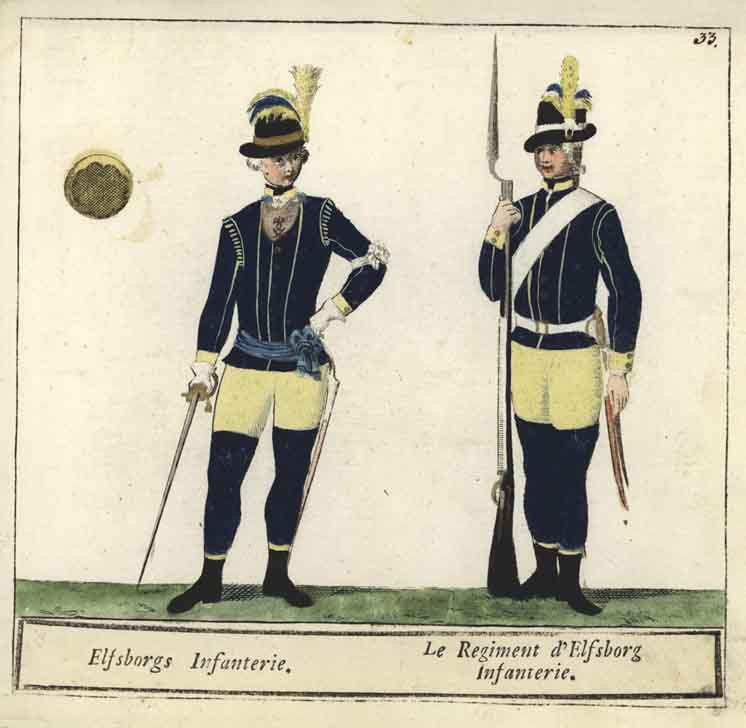
Älvsborgs regemente.
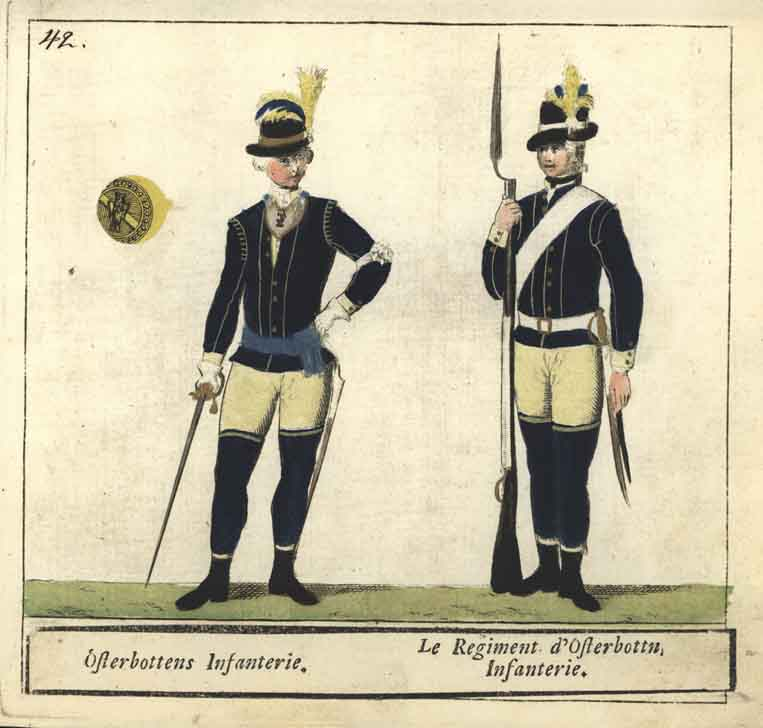
Österbottens regemente.
Östgöta regemente.

##### Kavalleriet

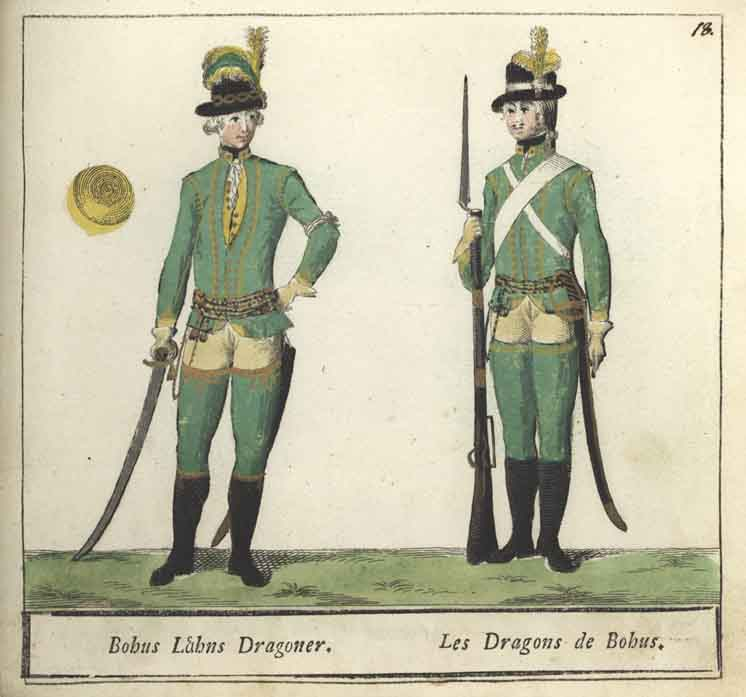
Bohusläns dragonregemente
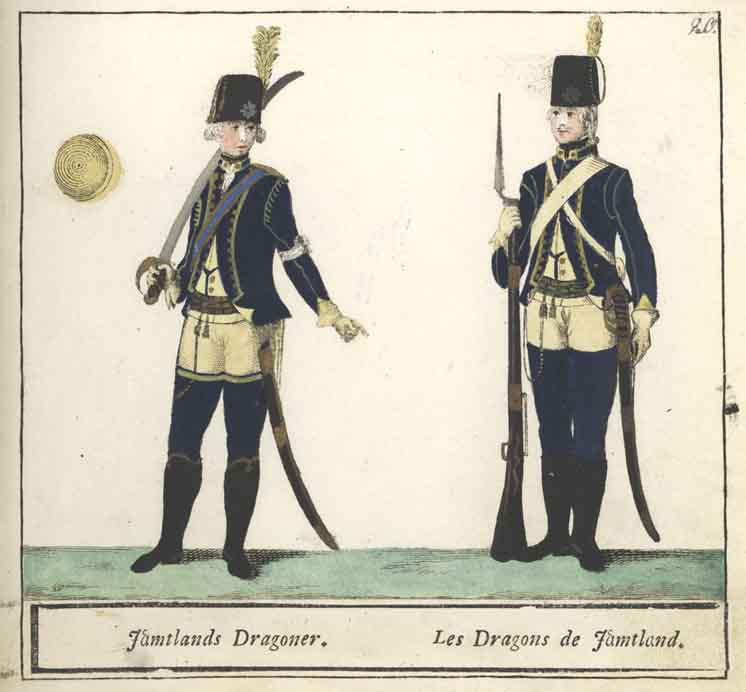
Jämtlands dragonregemente.
Karelska dragonregementet.
Norra skånska kavalleriregementet.
Nylands och Tavastehus dragonregemente.
Smålands kavalleriregemente.
Västgöta kavalleriregemente.
Östgöta kavalleriregemente.

#### Värvade armén
Samtliga planscher visar regementets officersuniform till vänster, och manskapsuniform till höger.

##### Kungl. Maj:ts Liv- och Hustrupper

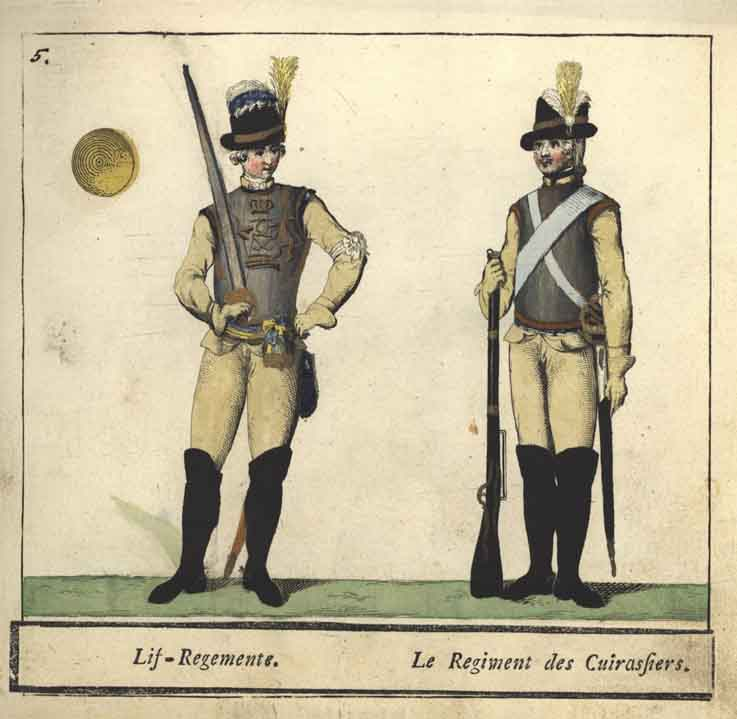
Livregementet till häst, paraduniform.
Livregementet till häst, vardagsuniform.
Livdragonregementet.
Adelsfanan.
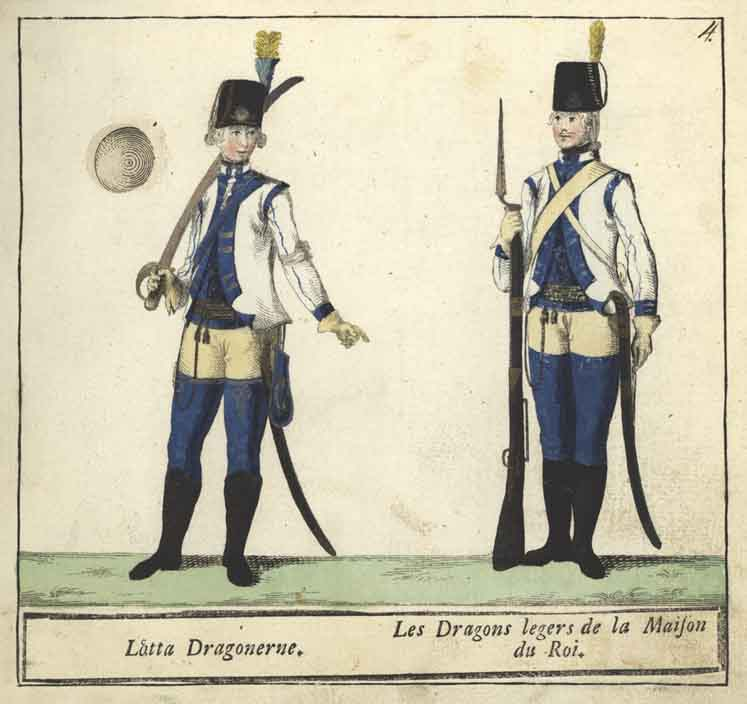
Livgardets lätta dragoner.
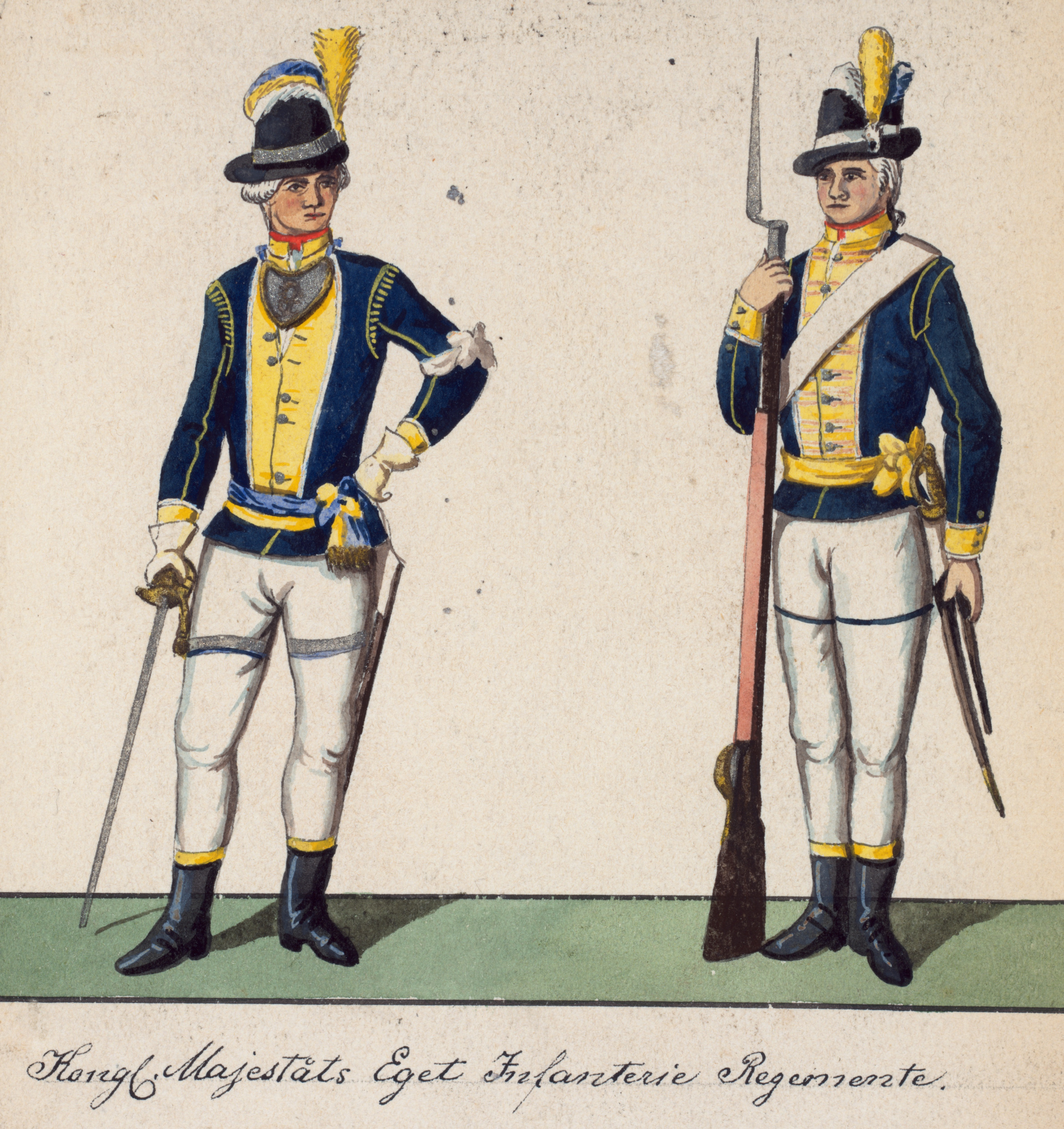
Konungens eget värvade regemente.
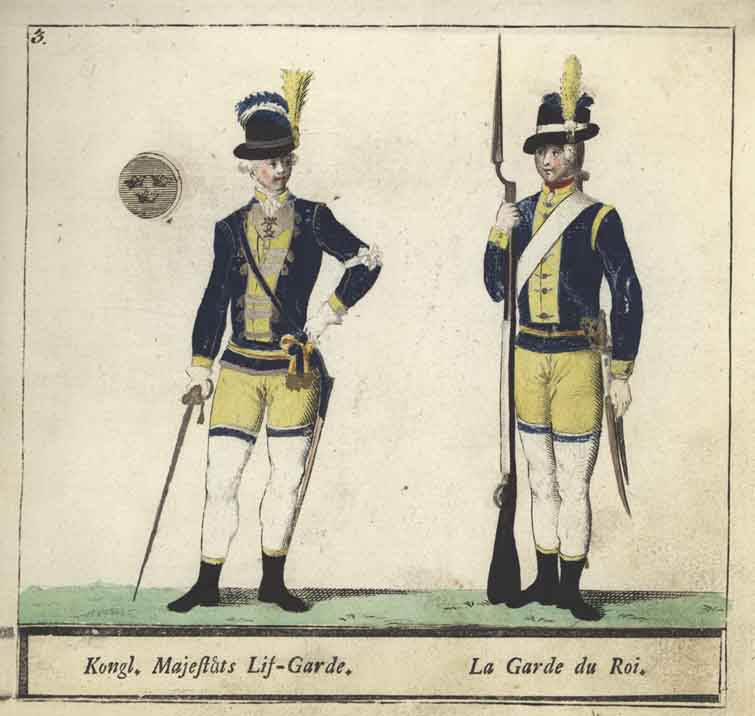
Livgardet.
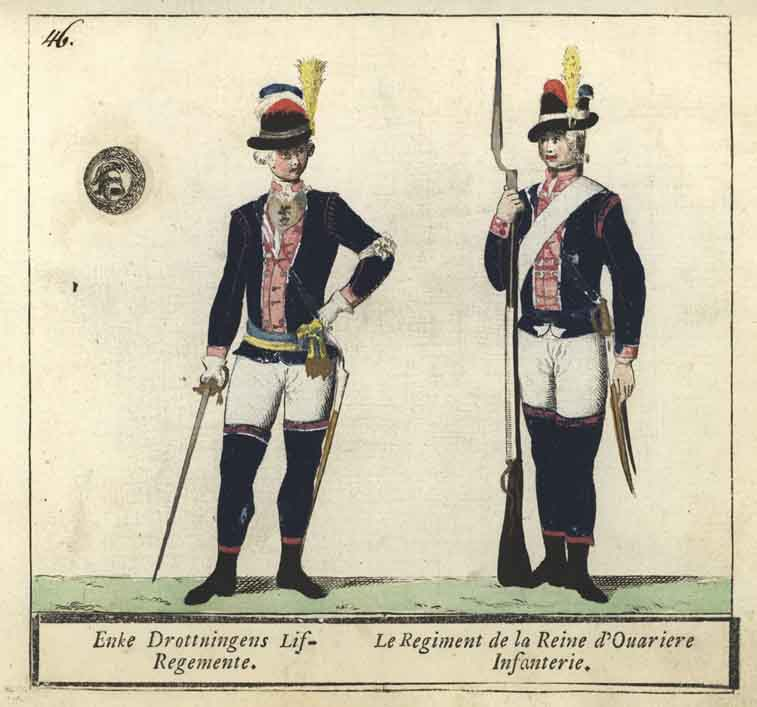
Änkedrottningens livregemente.
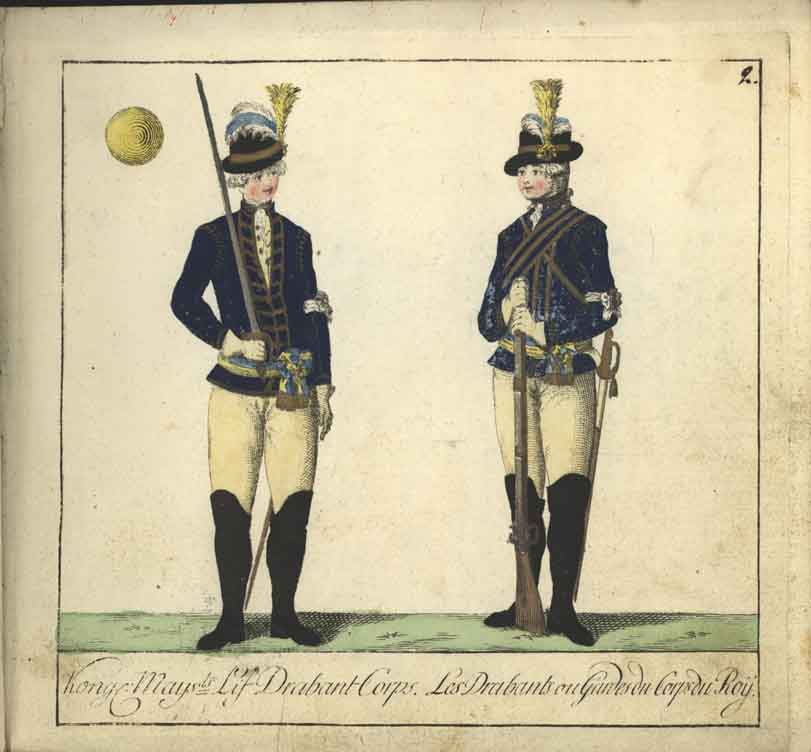
Drabantkåren.

##### Övriga värvade regementen

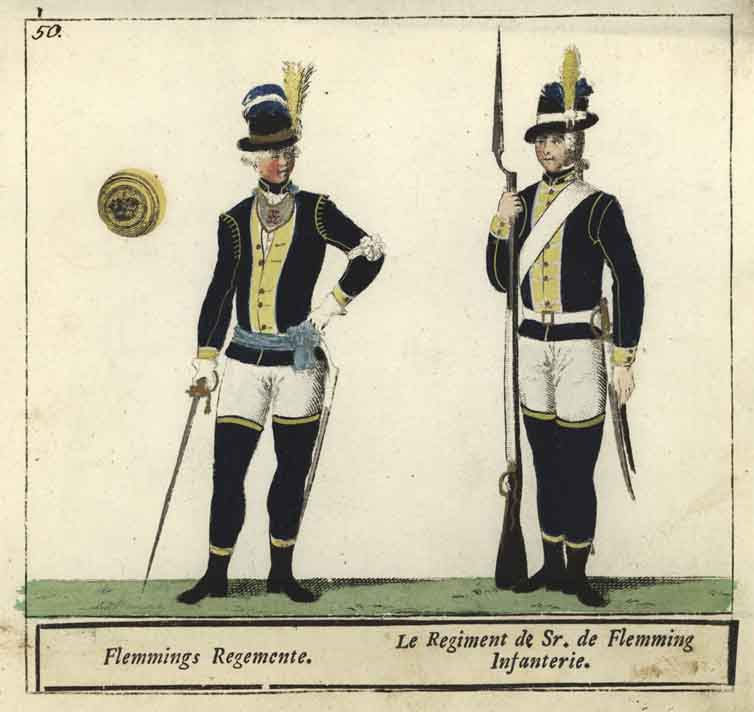
Flemmings regemente.
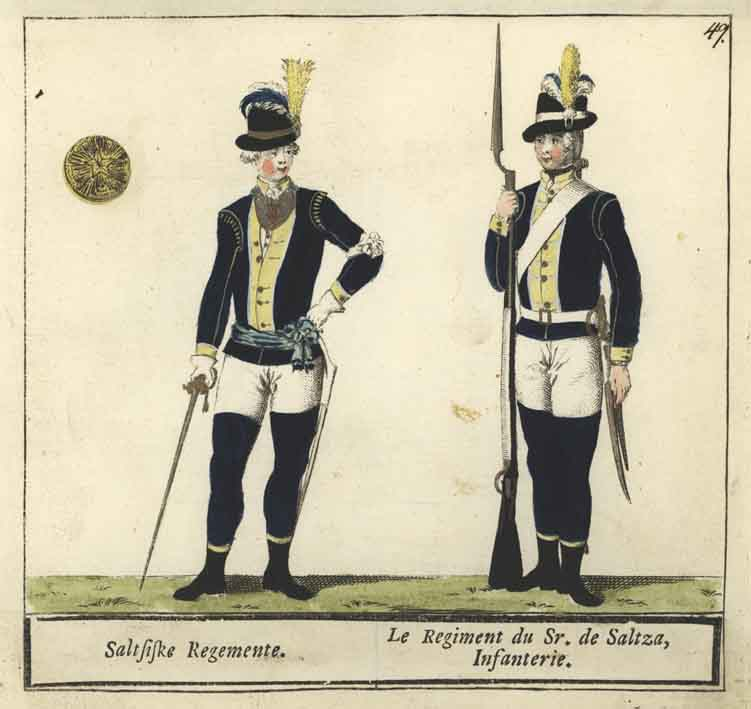
Garnisonsregementet i Göteborg.
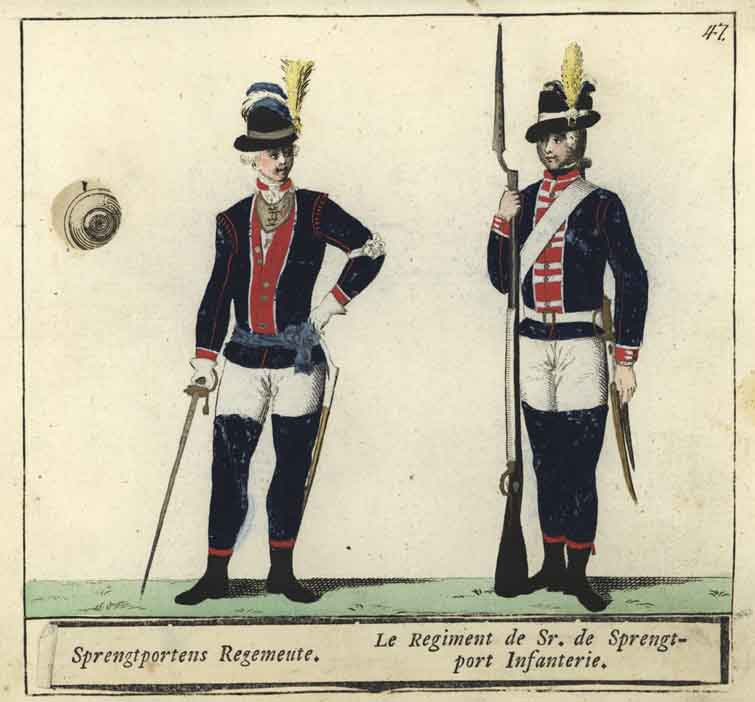
Garnisonsregementet i Stralsund.
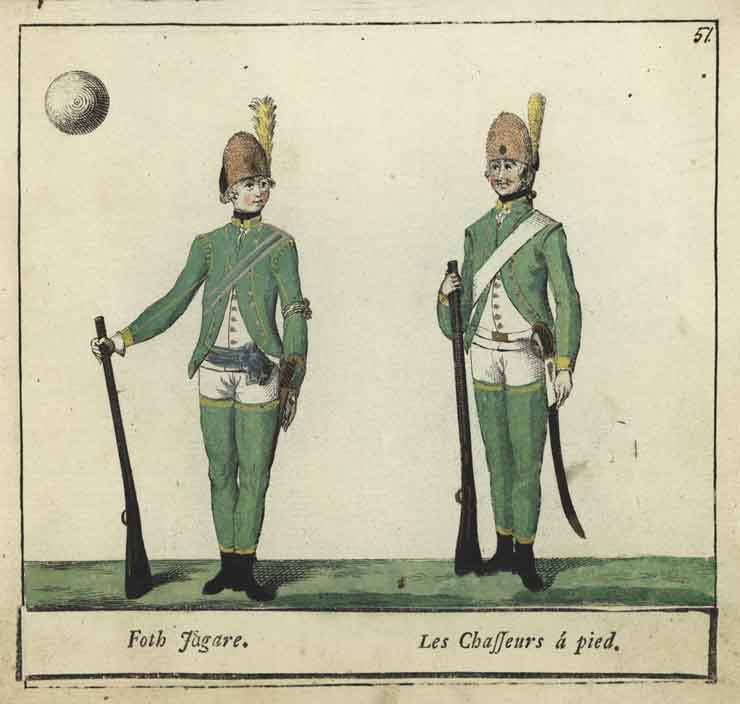
Savolax fotjägarregemente.

#### Arméns flotta
Planschen visar officersuniformen till vänster, och manskapsuniformen till höger.

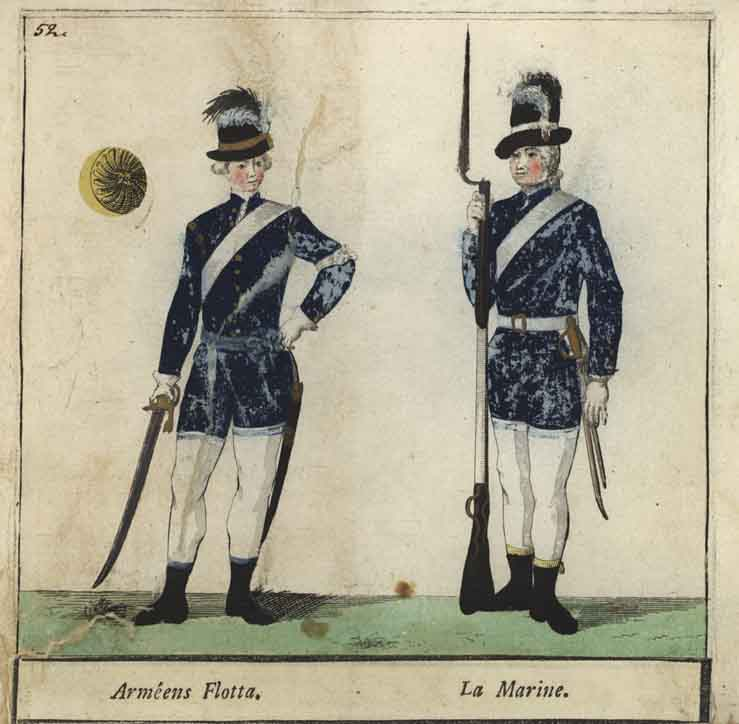
Arméns flotta.

#### Artilleriet
Det svenska artilleriet var organiserat på ett regemente, Artilleriregementet, regementet bestod år 1792 av 3 200 man fördelat på 40 kompanier. Planschen visar officersuniformen till vänster, och manskapsuniformen till höger.

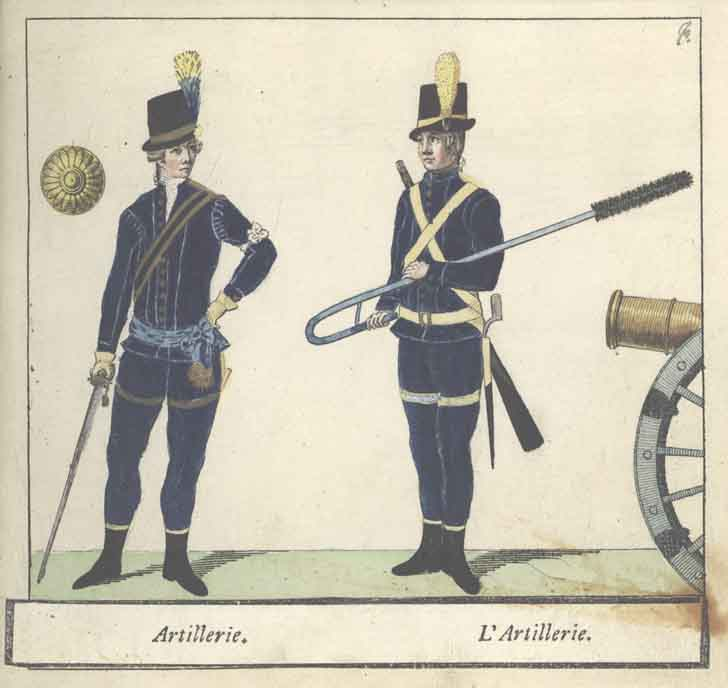
Artilleriregementet.

### Fortifikationen
Fortifikationen hade ansvar för dels rikets fasta försvarsinstallationer såsom fästningar, men även att verka såsom ingenjörstrupper i fält. Planschen visar officersuniformen till vänster, och manskapsuniformen till höger.

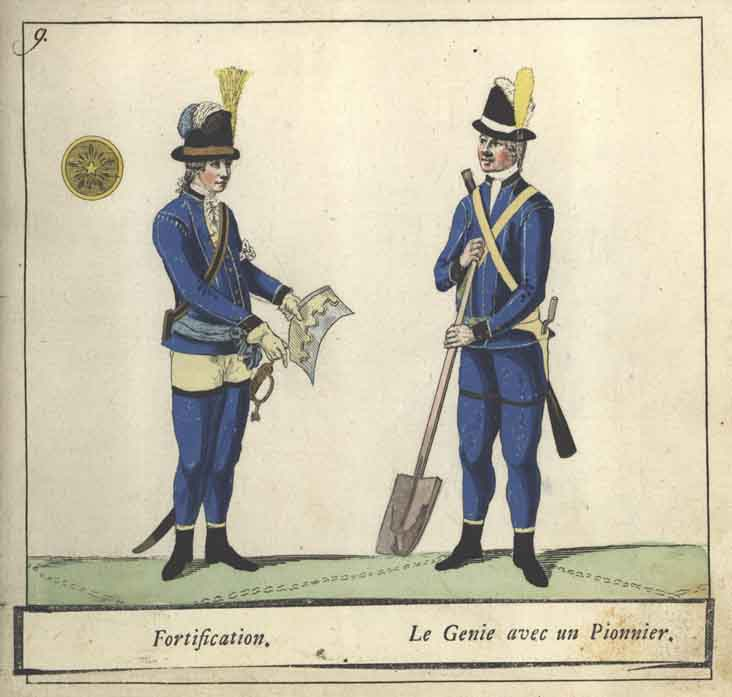
Fortifikationen.

### Webbkällor
- Hans Högman Militaria Läst 18 februari 2017
- Westgiöta Gustavianer Läst 18 februari 2017